# Renaissance Paléologue
On appelle Renaissance Paléologue, du nom de la dynastie régnante à cette époque, le renouveau culturel allant de la reprise de Constantinople par Michel VIII Paléologue en 1261 à la chute finale aux mains de Mehmed II en 1453, période au cours de laquelle l’empire byzantin, géographiquement fragmenté et économiquement affaibli, voit pourtant sa culture s’affirmer grâce à de brillants intellectuels, s’ouvrir à d’autres cultures, et se répandre au-delà de ses frontières.
Mais alors que la « Renaissance macédonienne » avait été un retour aux sources  au cours duquel on s’était efforcé de recopier les modèles datant des périodes fastes de l’empire, de les commenter et de les classer, la « Renaissance Paléologue » retournera plus loin en arrière et, se tournant vers la Grèce antique, redécouvrira des auteurs perdus depuis des centaines d’années. La chute de Constantinople aux mains des croisés ayant remis en question l’image d’un empire universel dont la fin coïnciderait avec celle du monde, l’image de l’homme idéal devient celle d’un homme « dont les qualités morales étaient complétées par un savoir universel, et la sensibilité religieuse par un attachement très vif à la beauté des œuvres d’art et l’attachement à la nature ». Ébranlés dans leur certitude séculaire que la civilisation byzantine était supérieure à toutes les autres, intellectuels et artistes byzantins qui fraient depuis la conquête avec Latins, Génois, Vénitiens et de plus en plus avec les Turcs qui ont pris le relais des Arabes, commencent à s’ouvrir aux civilisations étrangères et à traduire des textes du latin vers le grec. Dans ces années sombres, l’Église orthodoxe demeure l’institution vers laquelle se tournent ceux qui cherchent à conserver leurs valeurs traditionnelles.
En même temps, cette culture qui revendique de plus en plus le qualificatif d’ « hellène », se répand dans les pays voisins. On la voit rayonner en Serbie où les Némanjides construiront des monastères jusqu’à Constantinople, en Bulgarie, à Novgorod, au mont Athos, de même que dans les États ayant fait partie de l’ancienne empire : despotat d'Épire, éphémère Empire de Thessalonique, Empire de Trébizonde.

## Contexte historique

### La «renaissance macédonienne»

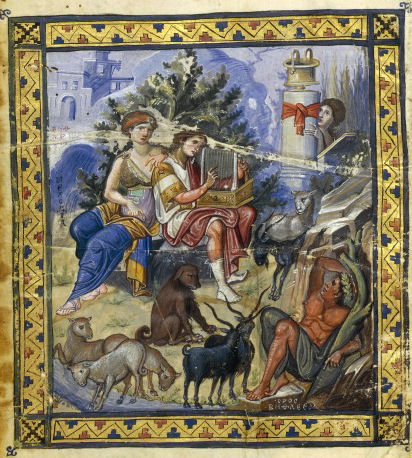
L’enluminure fut un des domaines privilégiés de la renaissance macédonienne; ici le roi David dans le Psautier de Paris (X).

Sous la dynastie macédonienne fondée par Basile Ier (r. 867 -888) et se terminant avec les impératrices Zoé et Théodora Porphyrogénète (qui régnèrent conjointement en 1042), la société byzantine avait vécu une autre renaissance intellectuelle, au cours de laquelle, après une période troublée tant sur le plan intérieur (période iconoclaste, déclin des villes, …) qu’extérieur (progression arabe en Crête, en Sicile et dans le sud de l’Italie), on avait assisté non pas à une transformation des valeurs traditionnelles, mais plutôt à un véritable « retour aux sources » se traduisant par la recherche de textes anciens perdus, leur compilation, la rédaction de commentaires et de « manuels » ou « encyclopédies » en tous genres dont l’aboutissement le plus complet sera la « Souda » à la fin du IXe siècle.
Cette période avait été illustrée par des  personnages exceptionnels, pour la plupart polymathes, comme Léon le Mathématicien (aussi appelé le Mathématicien), le patriarche Photios Ier, Jean Mavropous, Jean Xiphilin et Michel Psellos, encouragés par des empereurs qui seront eux-mêmes sinon des intellectuels tel Constantin VII Porphyrogénète, du moins, comme Michel III ou Constantin IX Monomaque, des souverains sachant reconnaitre les personnages brillants dans leur entourage et leur permettre de déployer leurs talents.
Cependant ce renouveau devait s’estomper relativement rapidement, les empereurs de la fin du Xe siècle et du premier quart du XIe siècle (Nicéphore Phokas [963-969], Jean Tzimiskès [969 – 976]), Basile II [976 – 1025]) ne s’intéressant guère aux arts.

### L’ère des Comnènes
Après la cuisante défaite de Manzikert (1071), moins importante par ses conséquences militaires que politiques en ce qu’elle ouvre une période de guerres civiles entre les grandes familles de l’empire, la vie intellectuelle périclite. Il faudra attendre l’arrivée au pouvoir d’Alexis Ier Comnène (r. 1081 – 1118) et la période de stabilité qu’il instaure pour que celle-ci reprenne de la vigueur. La propre fille de l’empereur, Anne Comnène, illustre bien cette nouvelle vigueur puisque non seulement elle s’illustrera comme l’une des meilleures historiennes de son temps, mais elle contribua aussi à l’essor de la philosophie en commanditant une série de commentaires sur certaines œuvres d’Aristote, jusque-là peu connues. Deux personnages-clés de cette période apporteront  leur contribution à ce travail :  Eustrate de Nicée et Michel d’Éphèse.
Au siècle suivant, Théodore Prodromos (vers 1100 – vers 1170) continua la tradition des commentaires détaillés sur les œuvres d’Aristote notamment sur les Seconds Analytiques où se sent l’influence déterminante d’Eustrate de Nicée. Au contraire, Nicolas de Méthone, évêque de cette ville vers 1150,  rédigea une réfutation détaillée des Éléments de théologie de Proclus, les influences néoplatoniciennes sur le dogme chrétien ne pouvant selon lui et les orthodoxes conservateurs que détourner les fidèles de la vraie foi.
Contrairement à ce qui s’était passé pendant la « renaissance macédonienne » les auteurs ne se contentent plus de colliger les œuvres, de les annoter ou d’en recycler des passages pour en faire de véritables encyclopédies; ils font preuve de pensée personnelle, commentant et prenant position sur les théories des auteurs anciens. Une évolution similaire est sensible dans le domaine des arts, spécialement dans l’art religieux. 
Résultat de facteurs politiques et économiques (les carrières de matières premières tombent dans des mains ennemis; ces matières coutent maintenant très cher) et du fait que les églises se font plus petites, l’utilisation des fresques remplace progressivement les mosaïques pour le décor des églises et servent de plus en plus à partir du XIe siècle de support à la liturgie, rappelant les grandes étapes de la vie du Christ et de sa Mère. L’utilisation de fresques rend plus facile l’expression des sentiments et on voit se modifier la représentation du Christ, vu non plus essentiellement comme triomphateur (suggérant un parallèle avec l’empereur), mais plutôt comme l’homme des douleurs,. L’expression des sentiments, notamment de la douleur, prend une nouvelle importance spirituelle comme on le voit dans la douleur de la Vierge se penchant sur le corps inanimé du Christ ou l’apparition des « Christ de Pitié ».
Un point tournant sera l’arrivée au pouvoir de Manuel Ier (r. 1143-1180). Grand admirateur de l’Occident européen, marié d’abord à une Allemande, puis à une princesse latine d’Antioche, son règne voit l’art byzantin, jusque-là replié sur lui-même, s’ouvrir aux influences étrangères, tant celles venant de l’Ouest que de l’Est. En même temps, les artistes sortent de l’anonymat : non seulement commencent-ils à signer leurs œuvres, mais certains, comme le peintre Eulalios, se mettent eux-mêmes en scène dans leurs œuvres. Certains tabous tombent et on voit l’empereur Andronic Ier (r. 1183-1185) se faire représenter non pas en solennels vêtements d’apparat, mais dans la tenue d’un paysan.
La deuxième moitié du XIIe siècle est ainsi porteuse d’un ferment de transformation que viendra interrompre brusquement la conquête de Constantinople par les croisés en 1204.

## Un empire fragmenté

Un empire morcelé : l’empire byzantin en 1265.

Si Michel VIII Paléologue (r. 1261 – 1282) parvint à reconquérir Constantinople en 1261, cet empire n’était plus qu’une fraction de ce qu’il avait été naguère. Déjà l’autonomie de la Bulgarie et de la Serbie au  milieu des années 1180, l’établissement de territoires autonomes à Chypre, dans le Péloponnèse et en Anatolie des années 1180 à 1200 et la création d’un « Empire de Trébizonde » quelques mois avant la chute de Constantinople avait considérablement rétréci le pourtour de l’empire. S’ajoutera après la conquête la création d’États latins en Grèce continentale : le royaume de Thessalonique de Boniface de Montferrat, la principauté d'Achaïe de Guillaume de Champlitte et Geoffroi de Villehardouin, le duché d’Athènes et de Thèbes subsisteront bien après la reprise de Constantinople, pour ne pas mentionner les colonies vénitiennes et génoises le long des côtes et dans les iles grecques,,,.
Dans l’empire restauré de 1261, les empereurs peu fortunés ne tiendront plus le rôle de grands mécènes qu’ils avaient joué avant la conquête; Michel VIII et ses successeurs immédiats s’emploieront surtout à restaurer la capitale qu’ils retrouvent en bien piteux état : restauration  d’Hagia Sophia, reconstruction des défenses de la ville ainsi que des édifices publics (bains, marchés, ports),. Ce sont les grandes familles de l’empire qui prennent le relais : les Ange, les Doukas, certains Paléologue, les Cantacuzène, les Vatatzès, les Lascaris et les Mélissène. À celles-ci s’ajoutent des familles étrangères : les Némanjide (Serbie) les Asen (Bulgarie), les Anjou, les Montferrat (États latins) ou les Orsini, ainsi que de nouveaux riches comme le ministre des finances devenu grand logothète, Théodore Métochitès, immensément riche grâce à ses charges, grand collectionneur de livres qu’il réunira dans le monastère du Sauveur-de-Chora qu’il fera reconstruire.

## La vie intellectuelle
Dans cet empire éclaté, Constantinople grâce à son université créée par Manuel II (r. 1391 – 1425), à son école patriarcale, demeure un centre intellectuel important, mais il n’est plus le seul : Nicée, Thessalonique, Mistra, le Mont Athos, participent au nouveau rayonnement intellectuel.

### Les grandes écoles
Exilés à Nicée, les empereurs byzantins avaient eu à cœur de fonder des écoles assurant la survie de la culture traditionnelle. Jean Vatatzès (r. 1222-1254) avait créé des bibliothèques publiques dans toutes les villes de ses possessions, avait ordonné aux dirigeants municipaux d’allouer un salaire aux professeurs de médecine, de mathématiques et de rhétorique, et avait institué une école de philosophie dirigée à partir de 1238 par Nicéphore Blemmydès,.
Dès la reconquête de Constantinople, Michel VIII déchargea le grand logothète Georges Acropolite de ses fonctions politiques pour prendre charge de l’enseignement officiel et le nomma professeur de philosophie aristotélicienne. L’école patriarcale quant à elle semble avoir été reconstituée par le patriarche Germain III, mais on ignore sous quelle forme exactement et il demeure difficile de distinguer « enseignement officiel » et « enseignement privé », tout comme il est difficile d’établir une distinction entre une « école » structurée et des « professeurs mandatés » par une autorité supérieure pour enseigner telle ou telle matière.
Toutefois, sous Andronic II (r. 1282 – 1328) fut créée une « école impériale » (Scholeion basilikon), aussi appelée Mouseion en souvenir de l'établissement d'Alexandrie fondé par Ptolémée Ier. Elle dépendait du grand logothète Théodore Métochitès ; le professorat y était considéré comme une charge publique (« liturgie ») qu'on ne pouvait abandonner qu'avec l'autorisation de l'empereur ; les enseignants recevaient à la fois un traitement du gouvernement et des indemnités des familles de leurs élèves, mais l'enseignement public n'était plus gratuit comme au XIe siècle. Mais une fois encore, on ignore si les enseignements étaient regroupés dans un local particulier et il est difficile de distinguer dans les sources ceux qui relevaient du Mouseion et ceux qui correspondaient à des écoles privées.
Cette imprécision quant aux structures se retrouve sous Manuel II (r. 1391 – 1425) qui créa au début du XVe siècle une institution appelée Katholikon Mouseion. Elle était située dans un hôpital (xénōn) fondé au début du XIVe siècle par le roi de Serbie Stefan Uroš II Milutin (r. 1282 – 1321) et rattachée au monastère Saint-Jean-Prodrome dans le quartier de Petra dont la riche bibliothèque était à la disposition des professeurs. On voit ici s’élargir les domaines d’études pour englober la médecine et plusieurs professeurs comme Georges Chrysococès seront à la fois professeurs et médecins. Et si l’école eut comme étudiant le futur cardinal Bessarion qui s’installera par la suite en Italie, elle accueillera également nombre d’Italiens venus à Constantinople pour y apprendre la langue et la culture grecques,.
Deux grandes controverses contribueront à mettre de l’avant le concept d’ « hellénisme » qu’élaborera par la suite Gémiste Pléthon à Mistra. Jusqu’au XIIIe siècle, ce mot était un synonyme de « païen » ou du mot « gentil » que l’on trouve dans la Bible. Dans l’empire réduit géographiquement à la Grèce continentale, ethniquement relativement homogène et quelque peu xénophobe, il prend le sens d’un retour aux sources profondes de la Grèce antique.

### L’hésychasme

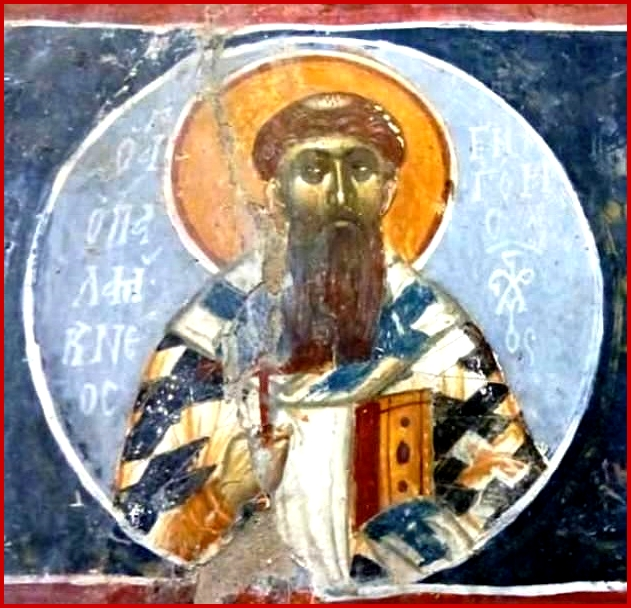
Grégoire Palamas d’après une fresque de l’église Saint-Georges (XIV).

Première grande controverse, la querelle de l’hésychasme, qui mettait en cause la culture grecque classique que l’on redécouvrait, fera s’opposer « mystiques » et « humanistes ». La crise de la vie monastique au temps des Comnène et des  Ange avait ébranlé la vie contemplative qui avait pourtant survécu en Palestine et au Sinaï. Quittant cette région, un moine du nom de Grégoire s’établit au mont Athos où il introduisit l’ « hésychia » permettant par une voie purement contemplative d’obtenir l’union avec Dieu sans passer par la raison. Par ailleurs, un moine de l’ordre de Saint-Basile, originaire de Calabre et du nom de Barlaam, établi à Constantinople, avait été mandaté pour donner la réplique à des théologiens latins venus discuter de questions théologiques qui opposaient les deux Églises. Fortement opposé à certains aspects de la théologie latine de son époque qui prétendait "connaître" Dieu et "démontrer" la procession du Saint-Esprit à partir du Fils, il fit valoir que, Dieu étant "inconnaissable", il n'y avait pas lieu de continuer la discussion sur la "procession du Saint Esprit".  Ses positions lui valurent une réplique de Grégoire Palamas, qui réfuta la thèse selon laquelle Dieu serait inaccessible. Selon lui, Dieu avait donné aux hommes une connaissance surnaturelle, distincte de la compréhension intellectuelle, bien plus réelle que toute connaissance philosophique.
Rapidement, la querelle dépassa le cadre théologique pour devenir une lutte entre culture universitaire attachée à la tradition classique représentée par Barlaam et des humanistes comme Nicéphore Grégoras, et la spiritualité monastique représentée par Palamas, laquelle méprisant « la science du dehors » confondait « hellénisme » et paganisme. La victoire finale palamiste conduira chez les gens de cette mouvance à l’apparition d’un humanisme chrétien qui tout en privilégiant la théologie ne se désintéresse pas de la culture profane, alors que chez les anti-palamistes, nombreux sont ceux qui opteront pour le catholicisme et émigreront en Italie,.

### La réunification des Églises de Rome et de Constantinople
La deuxième concernera l’union des Églises catholique romaine et orthodoxe grecque, laquelle mettra en contact de plus en plus étroit, même si opposé, intellectuels latins et grecs.
L’un des premiers gestes d’Andronic II (r. 1282 – 1328) fut de dénoncer l’Acte d’Union de 1274 réunissant les deux Églises à la suite des négociations menées par Michel VIII dans le but politique  de conjurer toute tentative de l'Occident pour reprendre Constantinople et rétablir l'Empire latin de Constantinople. Cette décision de politique à long terme avait été très mal accueillie tant au sein de la population que de l’Église orthodoxe où s’était envenimé un conflit interne entre partisans de l’ancien patriarche Arsène et ceux de l’actuel patriarche Joseph. Malgré la rapide succession de patriarches qui s’ensuivit, l’Église orthodoxe devenait une force d’opposition significative, représentant les valeurs traditionnelles de l’Empire byzantin.  Cette force se traduisit en 1312, l’empereur Andronic décrétant que l’ensemble des monastères du Mont Athos, jusque-là soumis à la seule autorité de l’empereur, serait dorénavant placé sous celle du patriarche,.
La question de l’unification des deux Églises devait refaire surface en 1369 lorsque Jean V (r. 1341 – 1376; 1379 – 1390; 1390 – 1391), se rendit en Italie pour faire sa soumission personnelle au pape. Encore une fois l’opposition entre l’empereur d’une part, l’Église et la population d’autre part était manifeste : le peuple n’était pas représenté dans la délégation qui accompagnait l’empereur non plus que la hiérarchie ecclésiastique qui avait refusé de s’y joindre.
Quoi qu’il en soit de sa dimension théologique, ce dossier fut un facteur d’échanges important entre Latins et Grecs, renforçant chez ces derniers leur sentiment d’appartenance à une civilisation plus ancienne et intellectuellement supérieure.

## Architecture
Après six décennies d’occupation latine pendant lesquelles les empereurs latins désargentés n’avaient pu s’occuper de leur capitale Constantinople, Michel VIII entreprit de restaurer le palais des Blachernes, Hagia Sophia, les défenses de la ville et les services publics, pendant que des mécènes privés faisaient de même pour les diverses églises de la ville. Dans celles-ci on sent que l’inspiration manque et les églises du XVe siècle offrent peu de différences avec celles du XIe siècle, le modèle demeurant le même : un noyau en croix grecque souvent entourée d’une galerie en « Pi ».
Toutefois les différences régionales prennent de l’ampleur et s’affirment dans de nouveaux centres comme Nicée, Trébizonde sur la mer Noire et Mistra dans le Péloponnèse. Chacun de ces territoires grecs se trouvait dans une zone géopolitique différente, soumise à des influences diverses : l’Empire de Nicée était une enclave dans le sultanat de Konya et divers émirats arabes; Trébizonde était coincée entre le royaume de Géorgie à l’est et les Turcs au sud; le despotat d’Épire était entouré de Francs  et devait faire face aux voisins balkaniques serbes, bulgares et albanais.
À Trébizonde, le plan basilical avec dôme réapparait dans trois églises du XIIIe siècle : Chrysokephalos, Saint-Eugène et Hagia Sophia. À Mistra, Guillaume de Villehardouin avait fait construire en 1249 un château fort au sommet de la colline abrupte, ceinturée d’un mur. En 1262, les Grecs de Lacédémone, toujours occupée par les Latins, y émigrent. Trois ans plus tard est complétée la première église d’importance, dédiée aux saints Théodore. Quelques années plus tard, le clerc Pacôme, chargé de l’administration de la ville, se retire dans un monastère, le Brontochion, dont il devient abbé, y ajoutant vers 1310 une nouvelle église, celle de la Vierge Hodègètrai, dont l’élégance architecturale et la sophistication des décors tranchaient avec les précédentes. Entre 1312 et 1322, il obtient d’Andronic II l’adjudication de nombreux domaines ainsi que la permission de ne plus dépendre des métropolites locaux mais directement du patriarche de Constantinople, ce qui lui assure une autonomie pratiquement complète.
Mais c’est en Serbie que l’architecture religieuse prend une importance particulière coïncidant avec la formation de l’État serbe. Rapidement les rois serbes dont les moyens financiers sont considérables voudront émuler les splendeurs de Constantinople. Ils pourront ainsi s’attacher architectes et artistes de premier plan qui n’hésiteront pas à venir s’y installer pour des décennies. Fondée par Stefan Nemanja et destinée à être son mausolée, l’église-forteresse de la Mère de Dieu de Studenica (Rascie) fut décorée en 1208-1209 et servit de point de départ pour toute une série de monuments : église de l’Ascension de Žiča (1207-1219), église de l’Ascension de Mileševa (vers 1220), église de la Trinité de Sopoćani (vers 1265), érigée par des architectes de Dalmatie mais reprenant des éléments byzantins. À partir de Žiča toutefois l’extérieur des édifices est négligé au profit de l’intérieur décoré de fresques,.

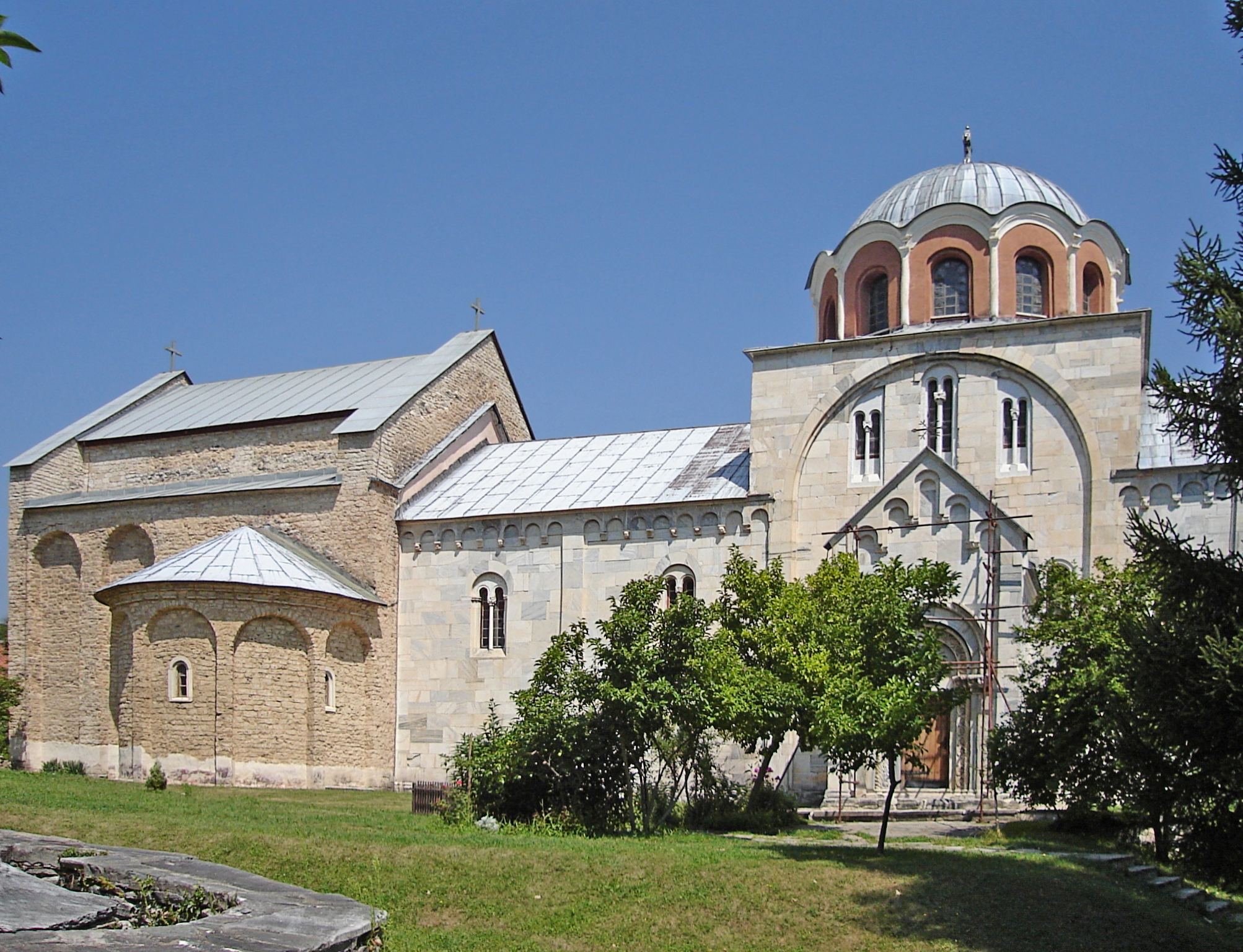
Église de la Mère de Dieu, Studenica (Serbie).
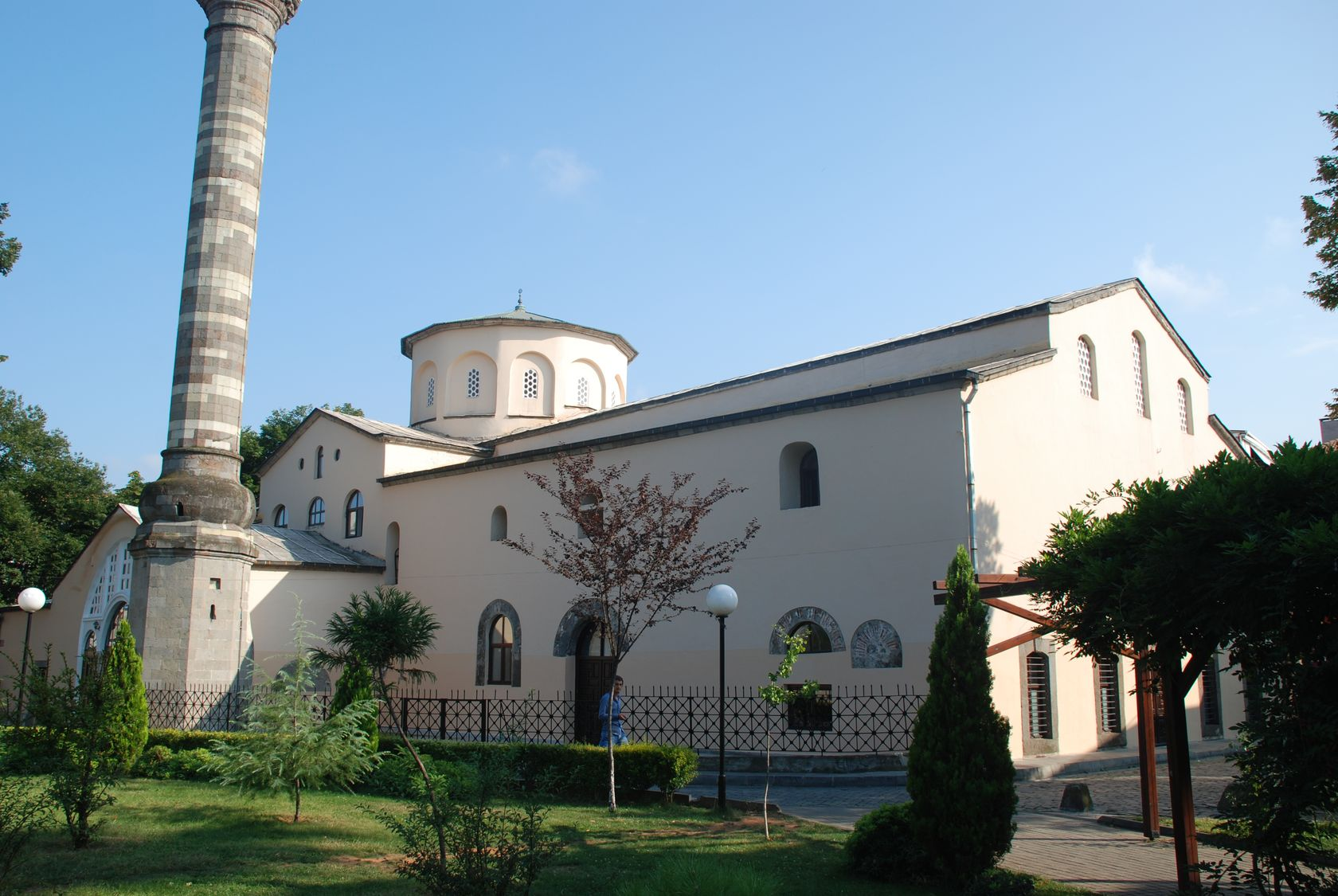
La cathédrale Panaghia Chrysokephalos, maintenant mosquée Fatih (Trébizonde).
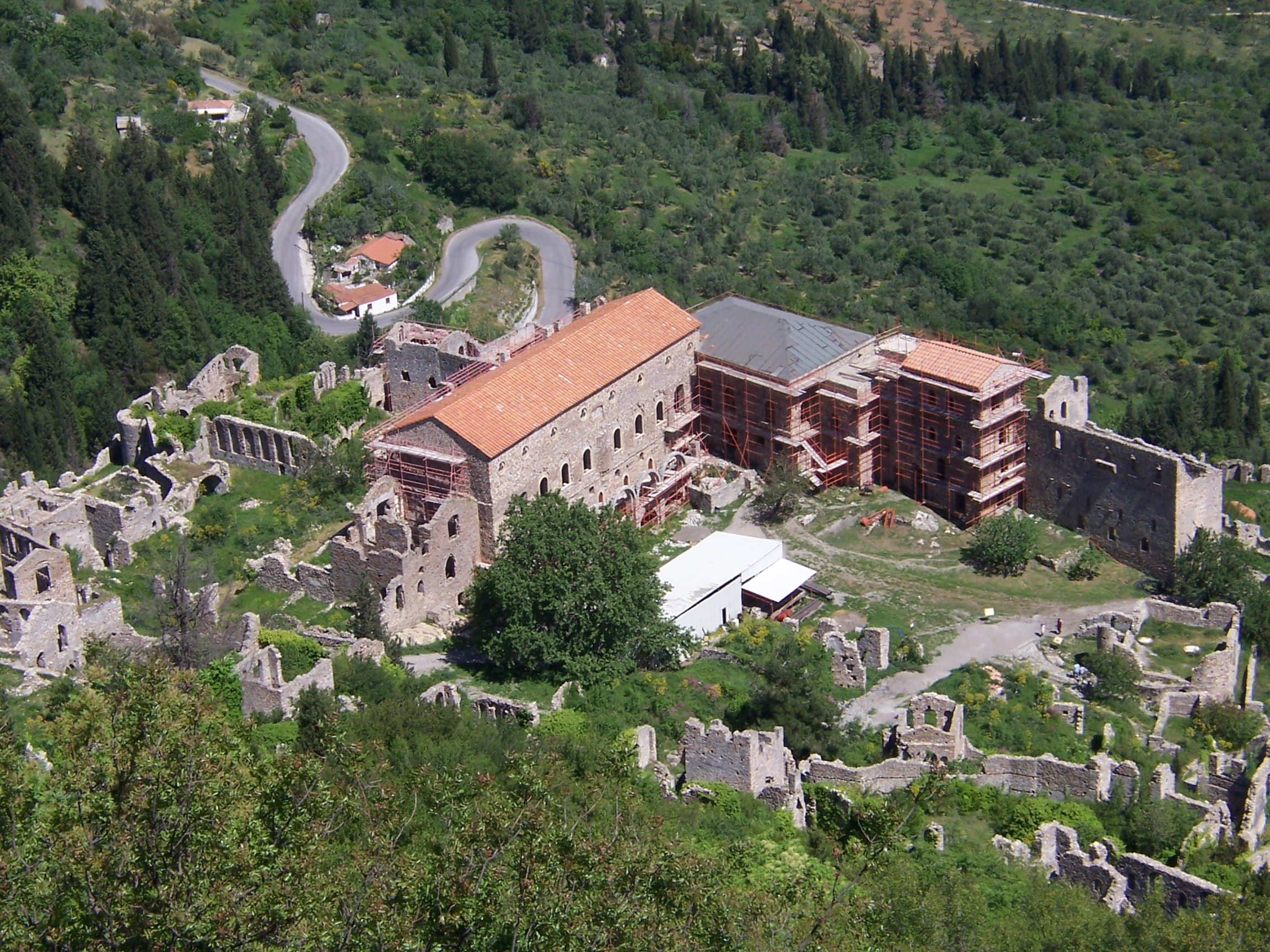
Palais des despotes de Mistra (Grèce continentale).
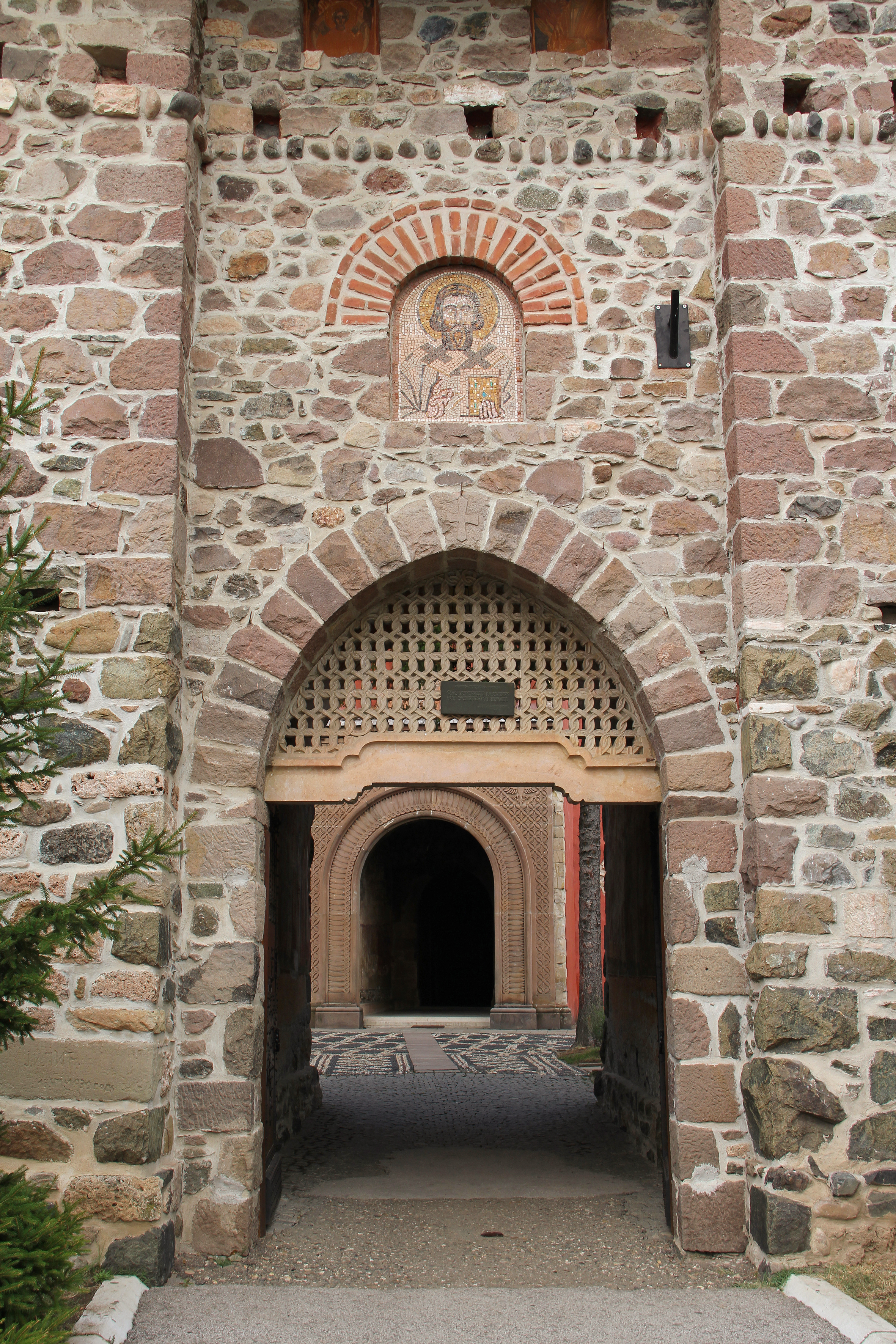
Entrée du monastère de Žiča (Serbie).
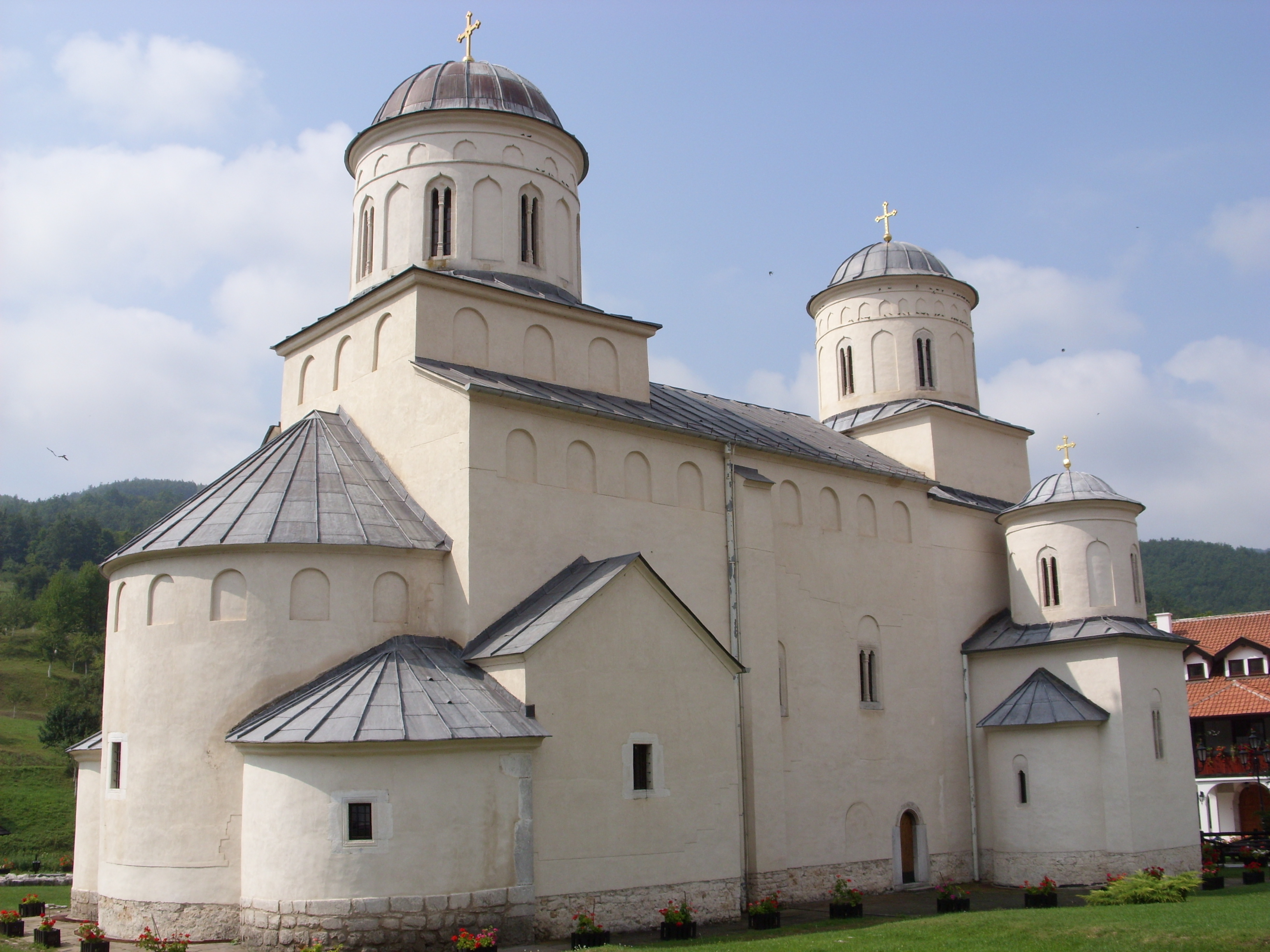
Monastère de Mileševa (Serbie).
Monastère de Gračanica, (XIVe siècle, Kosovo).

## Mosaïques et fresques
Contrairement à l’architecture, c’est dans la peinture monumentale que s’instaure un véritable renouveau, continuation de tendances déjà apparues au siècle précédent. Que ce soit dans les mosaïques ou dans les fresques qui les remplacent progressivement, on sent naitre un nouvel humanisme. Les visages sont plus personnels, plus individuels, les décors plus colorés, plus vivants, et on donne une nouvelle importance aux détails. En même temps que les artistes affirment leur individualité, ils sortent de l’anonymat et leur nom apparait sur les œuvres,. Si ces œuvres n’ont pas le caractère monumental de la peinture byzantine traditionnelle, on y voit une multiplication des personnages et des scènes ainsi qu’un nouvel intérêt pour la perspective et un retour à d’anciens modèles comme les manuscrits enluminés du Xe siècle. D’abord limité aux Balkans et à la petite partie d’Asie mineure encore contrôlée par l’empire, cet art atteint au XIVe siècle Novgorod et Moscou où, grâce au prestige de Théophane le Grec, il influencera profondément le développement de la peinture religieuse russe.
Du point de vue iconographique, le passage de la mosaïque à la fresque permet de développer l’importance de la liturgie dans le programme décoratif des églises. En même temps, le décor hiérarchisé ordonné autour des grandes Fêtes liturgiques se diversifie. S’y ajoutent des scènes comme les représentations de la vie de saint Joseph (église de la Trinité, Sopoćani). Les images se multiplient et au monastère de Dečani, le fidèle se retrouve au milieu de centaines d’images, lesquelles deviennent de plus en plus petites, ce qui permet la représentation de scènes plus nombreuses qu’auparavant et la multiplication des icônes sur le templon,. Et à partir du XVe siècle, les icônes deviendront la principale décoration des églises en Russie.
En même temps, une place particulière est donnée aux représentations des donateurs davantage mis en valeur que dans les siècles précédents. En Serbie, au XIIIe siècle, le souverain s’entoure de ses parents et ancêtres considérés comme des liens dans l’offrande de l’église au Christ. Au XIVe siècle, la légitimité dynastique se traduira par la lignée des Némanjides représentée à la manière de l’arbre de Jessé. À Constantinople, l’image de Théodore Métochitès   offrant au Christ le modèle de l’église du Saint-Sauveur-in-Chora qu’il a fait restaurer reste célèbre.
Cette évolution dans le temps est également influencée par divers centres d’attraction. Ainsi le despotat d’Épire qui bénéficie de l’apport artistique de Thessalonique qui en a brièvement fait partie présente un caractère différent de celui de Mistra, capitale du Péloponnèse byzantin depuis 1262 et, de 1348 à 1460, résidence du despote de Morée, où se développe une vitalité artistique propre, proche des œuvres constantinopolitaines des environs de 1300 et dont on peut suivre l’évolution dans les églises de Saint-Démétrius (1291/1292), de l’église de la Hodègètria (vers 1310) de la Péribleptos (fin du XIVe siècle) et de la Pantanassa de 1428.

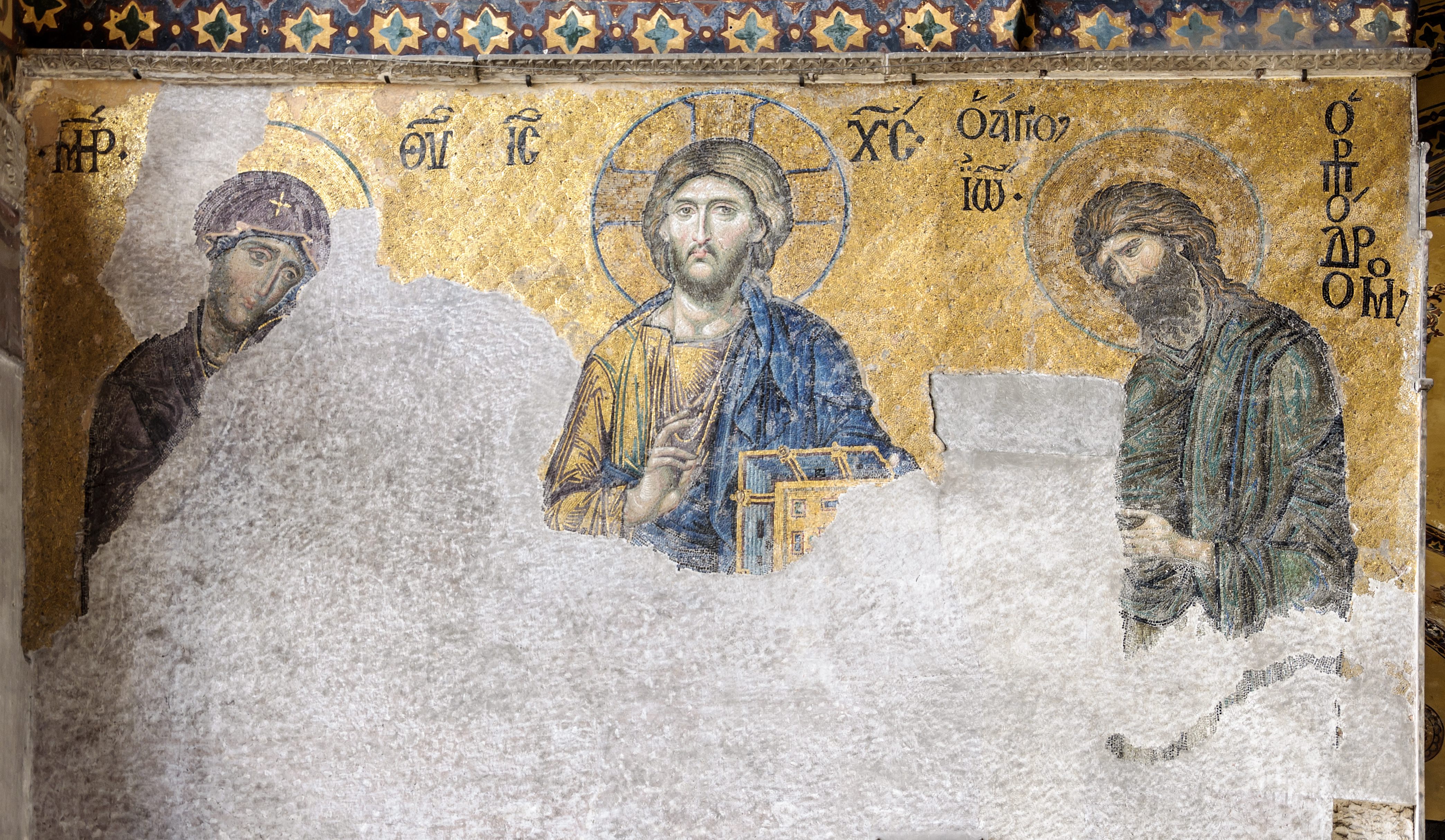
Mosaïque de la Déisis, Hagia Sophia (Constantinople).
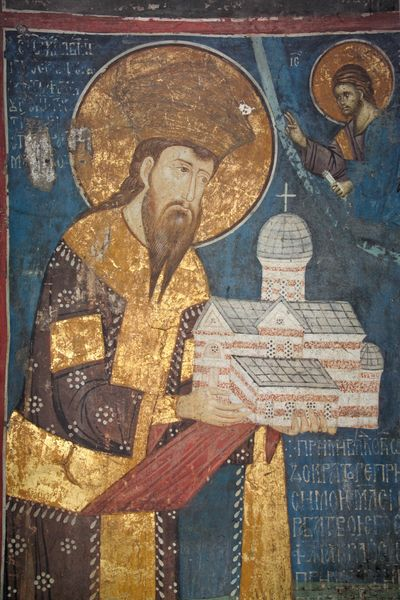
Étienne Dečanski, fondateur du monastère de Visoki Dečani.
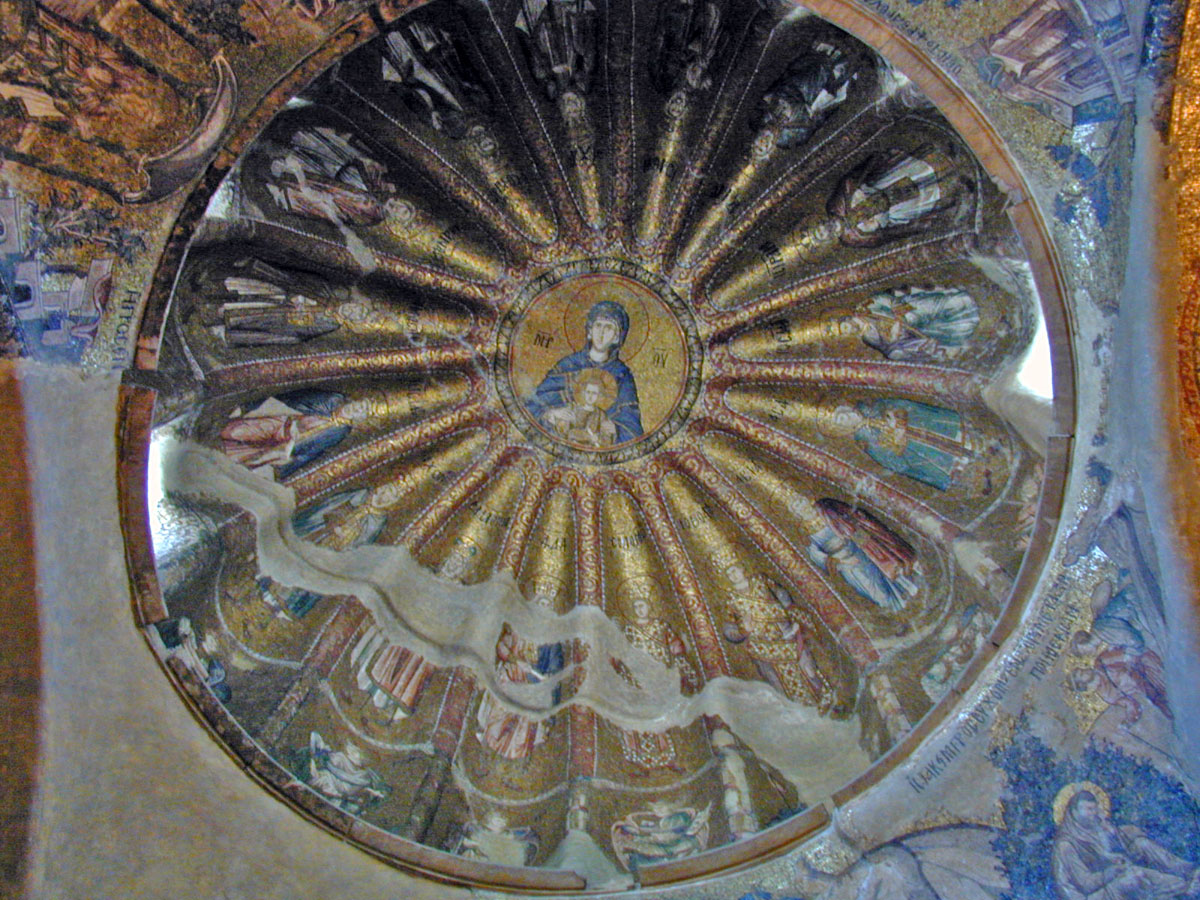
Mosaïque de la Vierge à l’Enfant (esonarthex de l’église Saint-Sauveur-en-Chora).
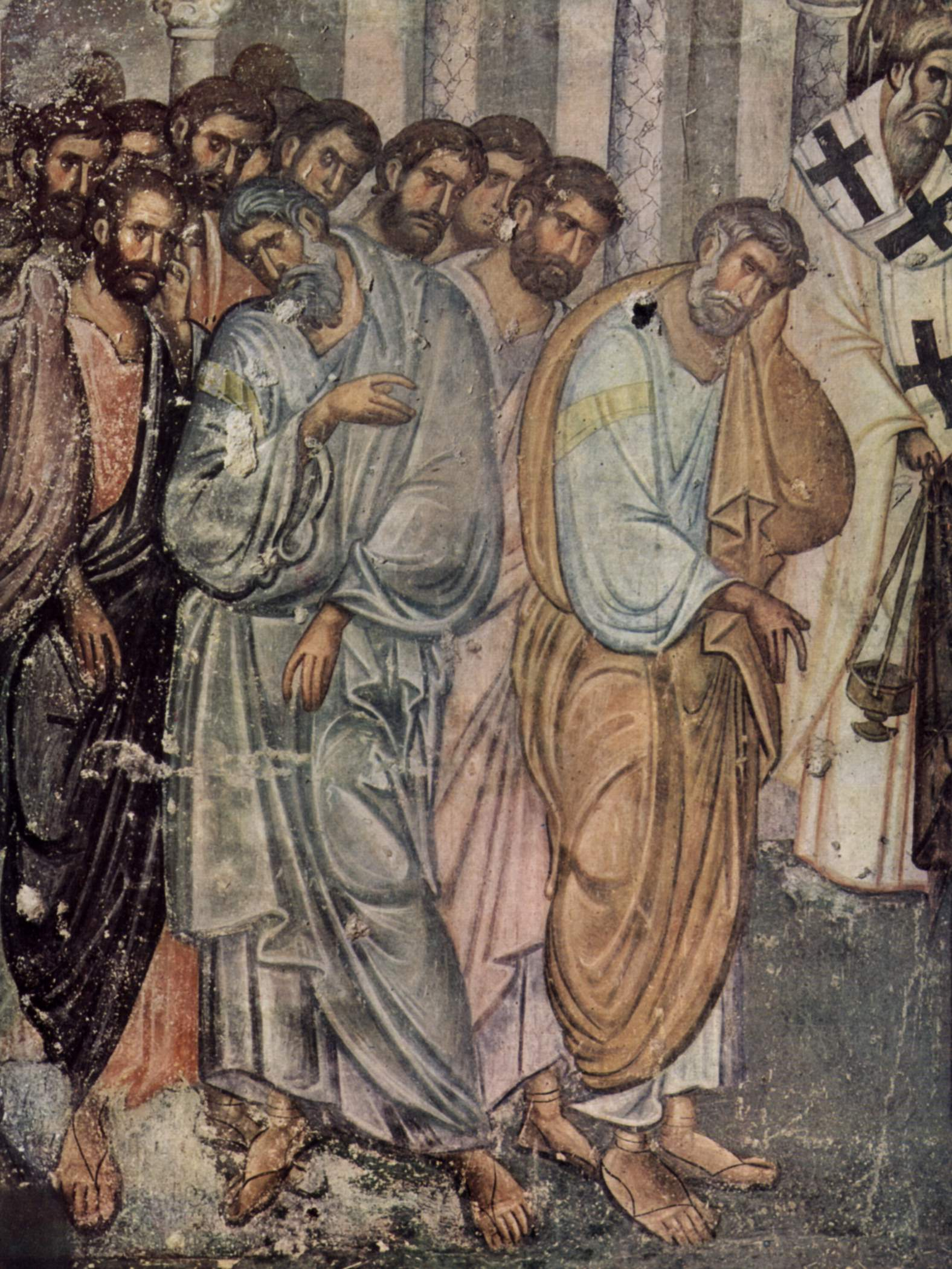
Partie représentant les évangélistes de la fresque « Dormition de la Mère de Dieu, Sopocani.
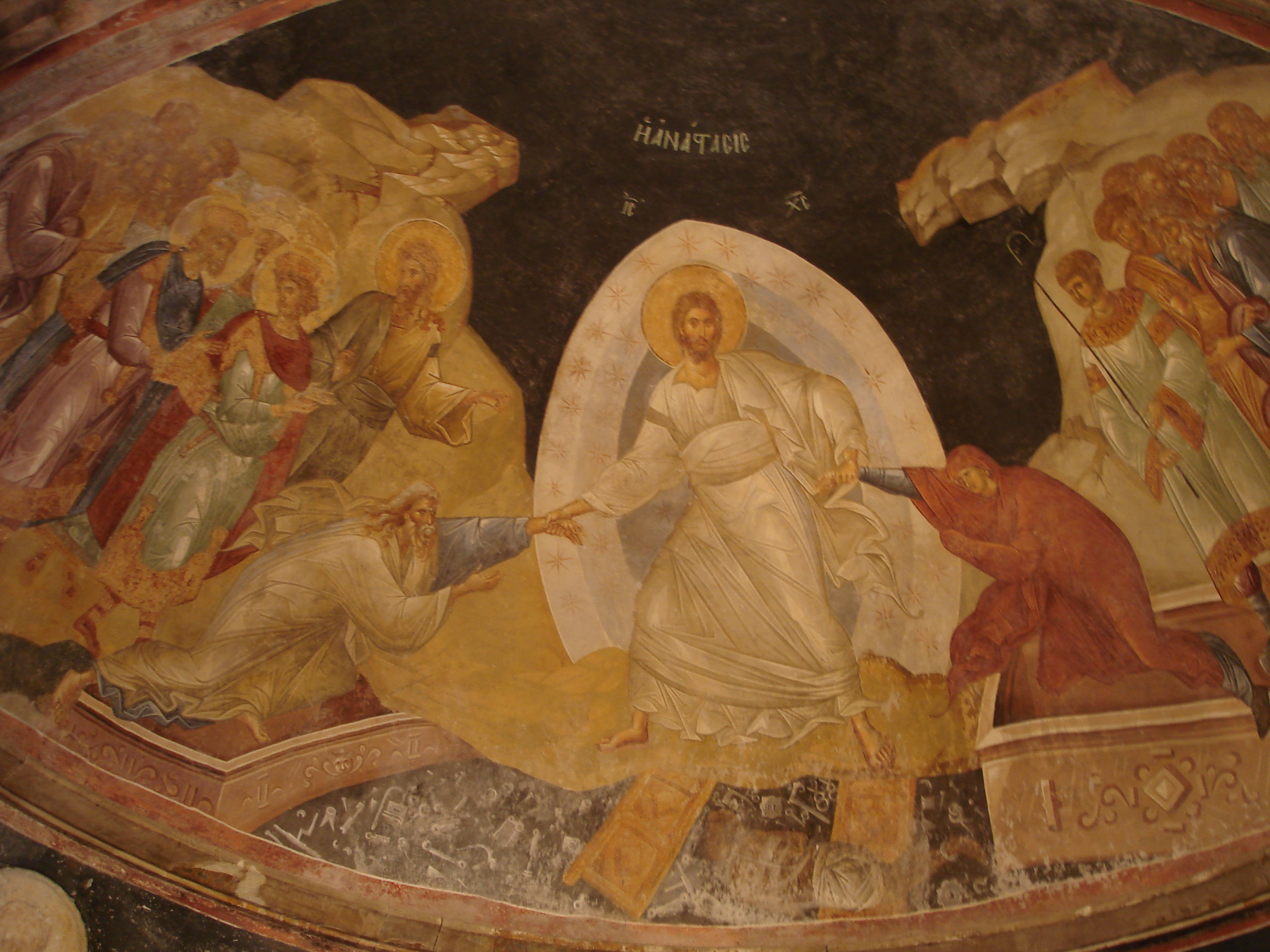
Fresque de l’Ascension dans l’église Saint-Sauveur-en-chora.
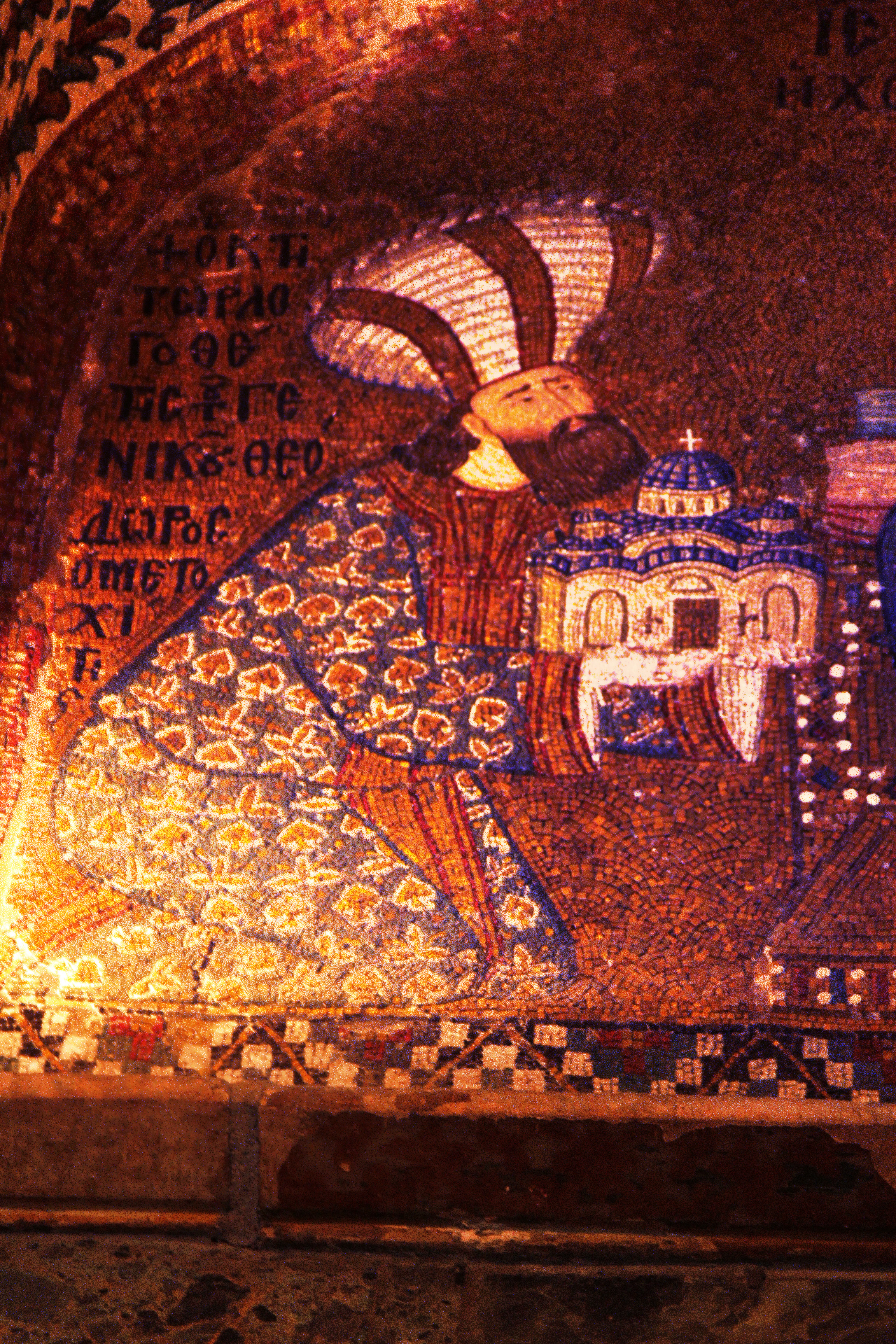
Théodore Métochitès offrant le modèle de l’église du monastère de Saint-Sauveur-en-chora.

## Arts liturgiques
Sous ce titre, nous regrouperons les livres enluminés, les objets liturgiques et les icônes.
L’illustration des manuscrits permet le même genre de remarques. Si la majorité des scribes et enlumineurs reste anonyme, plus nombreux sont ceux qui sont connus et sur les vingt-deux manuscrits conservés de Théodore Hagiopetritès, copiste des environs de 1300 à Thessalonique, dix-sept sont signés. 
Toutefois la production de livres se fait plus rare, probablement parce que nombre de copistes se sont exilés sous la domination latine. Néanmoins le scriptoria du monastère de la Panaghia Hodegetria à Constantinople demeure actif pendant tout le XIVe siècle. Il existe aussi une production à Thessalonique, probablement à Nicée et certainement à Mistra.
En dehors de l’Empire byzantin, divers manuscrits proviennent du Deuxième Empire bulgare, de Serbie, de Russie, de Géorgie et d’Arménie.
En raison de la proximité dans le temps, nous possédons encore quantité de vêtements liturgiques de l’époque sur lesquels des travaux de broderie fine montrent des innovations dans le décor. Les riches vêtements des évêques entre autres illustrent des scènes de la vie du Christ, mettant l’accent sur le fait que celui qui les porte en est le représentant.
Pour les objets émaillés, l’œuvre la plus célèbre est probablement le Pala d’Oro, retable doré décoré de panneaux émaillés aujourd’hui derrière le maître-autel de la basilique Saint-Marc de Venise. Commandée en 976 par le doge Pietro Orseolo et réalisée par des artistes byzantins, le retable fut enrichi par différents doges, notamment après la conquête de 1204 grâce à des émaux provenant du monastère du Pantokrátor de Constantinople.
Enfin, nous avons déjà noté l’évolution des icônes. À l’époque des Paléologue se multiplient les icônes en mosaïques, beaucoup de grandes dimensions destinées à être vénérées dans les églises, mais d’autres plus petites destinées à la dévotion privée. Se multiplient également les icônes dont le cadre et le fond sont revêtues de métal précieux, finement ouvragé. D’autres innovations apparaissent : icônes où la figure centrale est entourée par des scènes de la vie du personnage représenté, icônes traduisant le cycle des grandes Fêtes, icônes montrant des icônes portées en procession, ainsi que des icônes qui, sans être des copies, sont des reproductions d’icônes particulièrement célèbres.

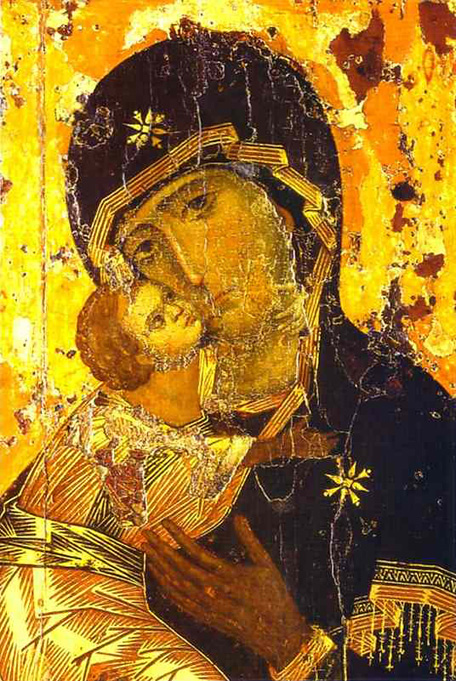
La “Theotokos de Vladimir” (XIIe siècle), devenue le symbole de la Russie
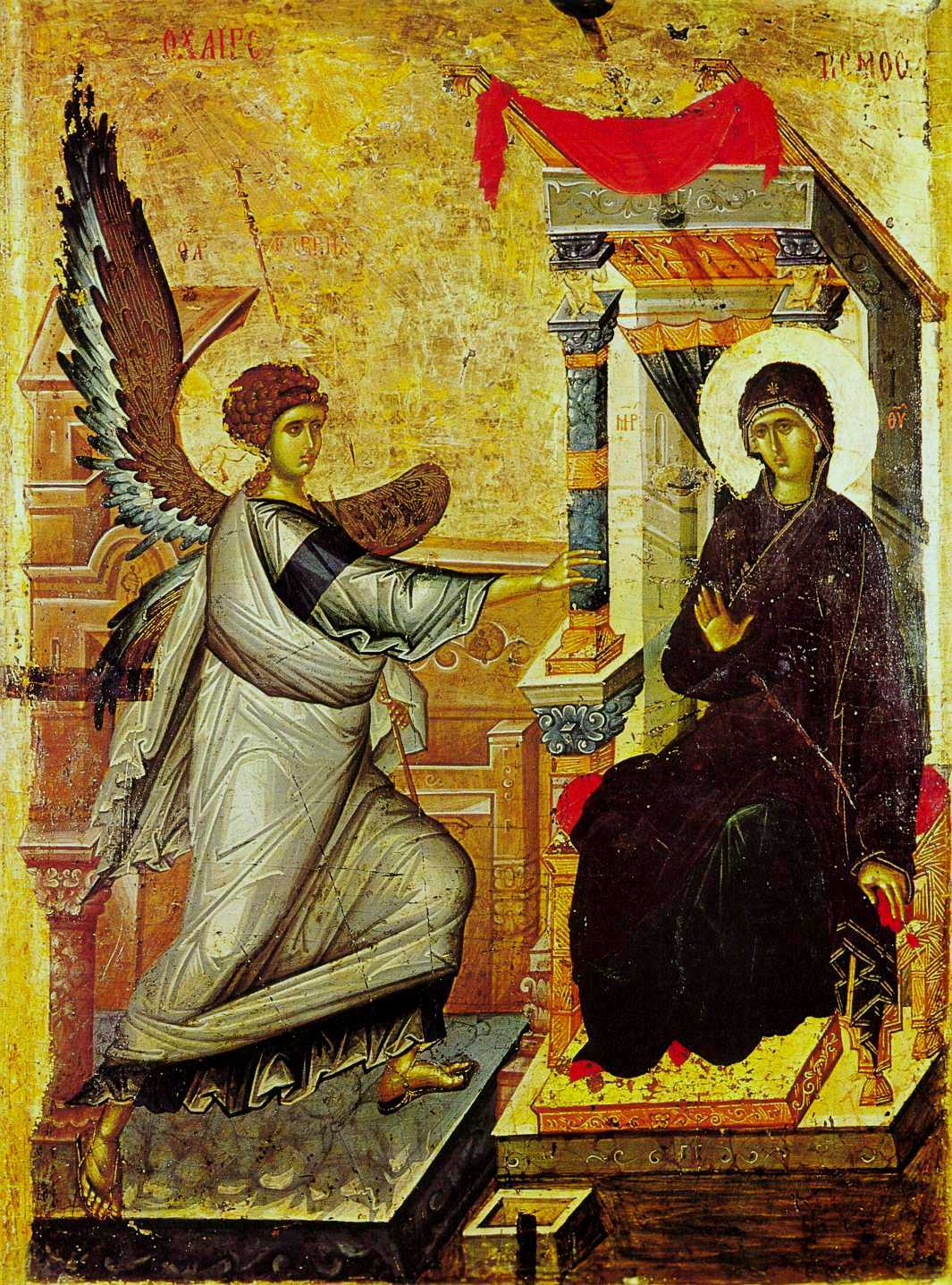
L’Annonciation, typique du maniérisme de l’époque (Ohrid)
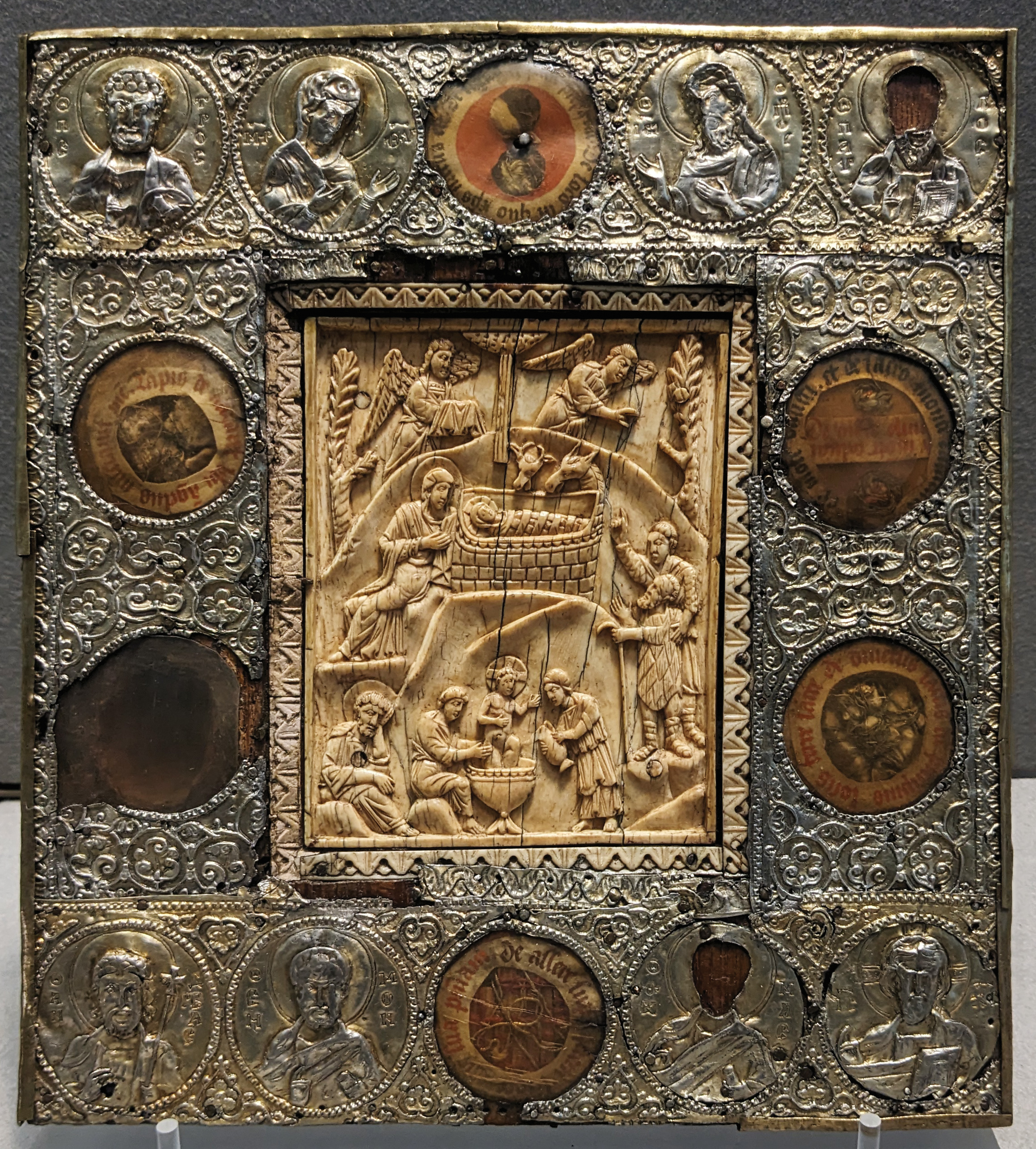
Icône reliquaire de la Nativité, Constantinople, Venise (?), XIIe siècle (Musée du Louvre)
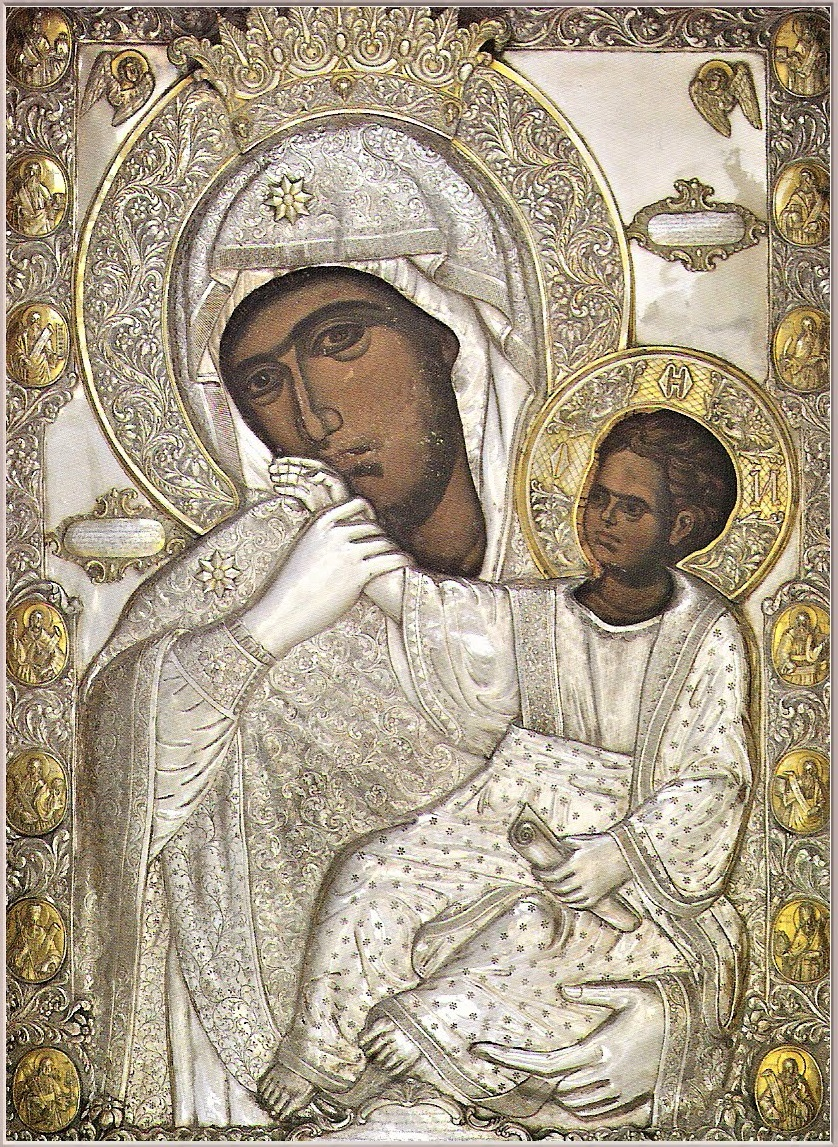
Icône de la Vierge de Paramythia, Monastère de Vatopedi (Athos)
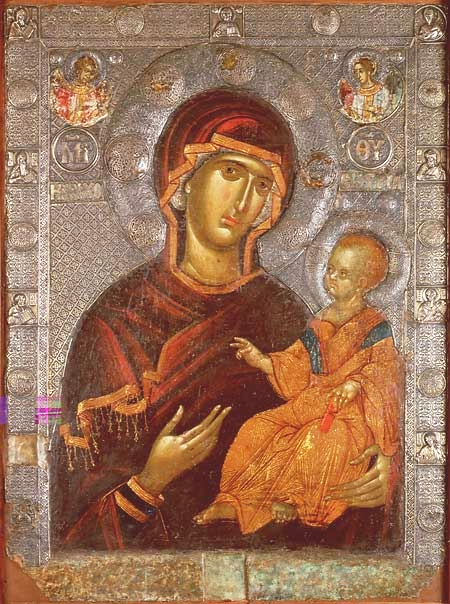
Icône avec fond en métal (Constantinople XIVe siècle)
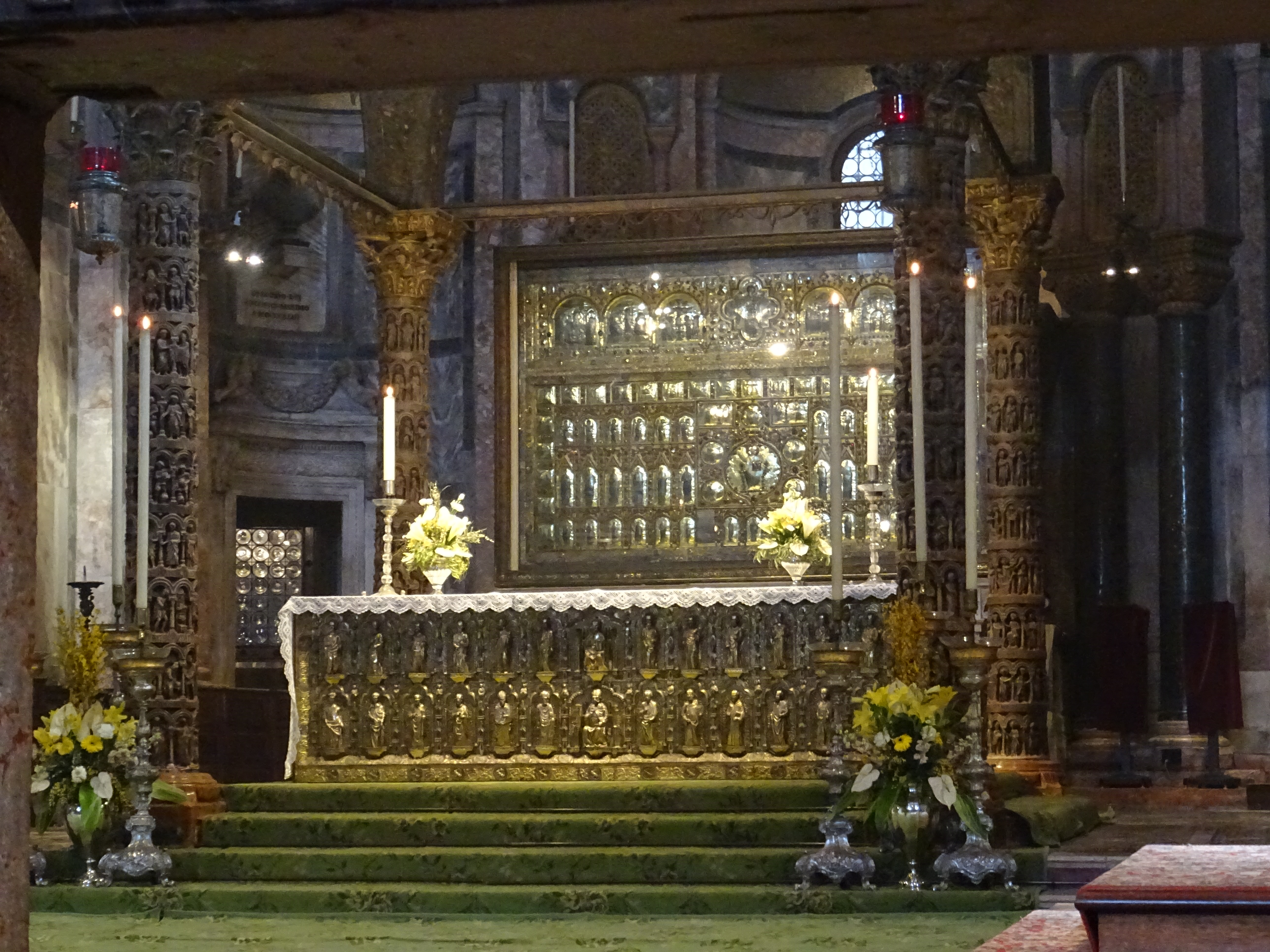
Le Pala d’Oro (Basilique Saint-Marc de Venise)
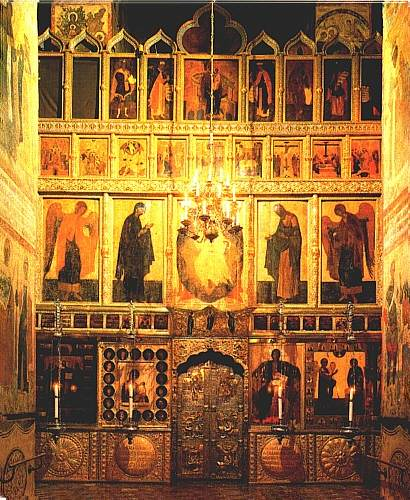
Iconostase de la cathédrale de l’Annonciation (Moscou)
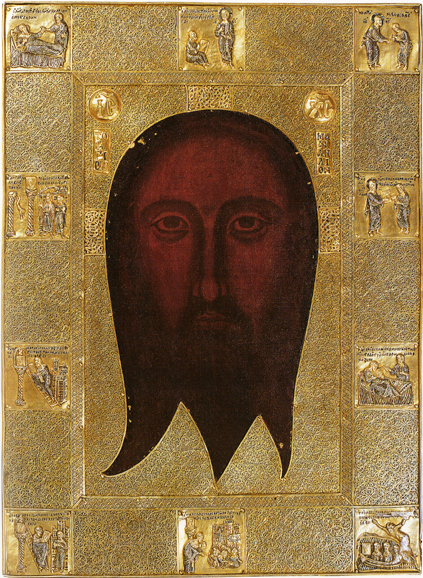
Sainte Face, église Saint-Barthélemy des Arméniens (Gênes)

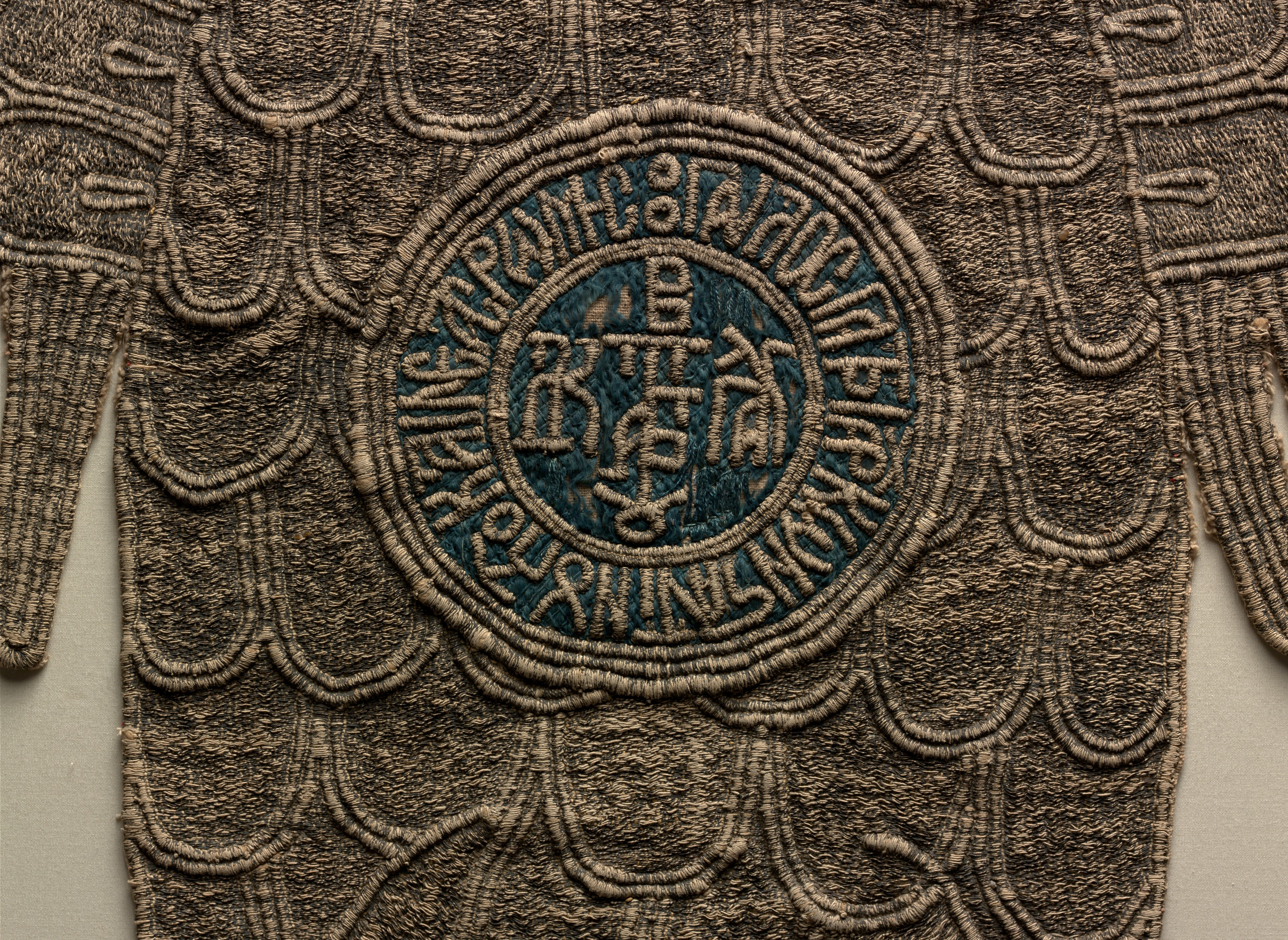
Nappe ou sol d'autel, broderie de soie
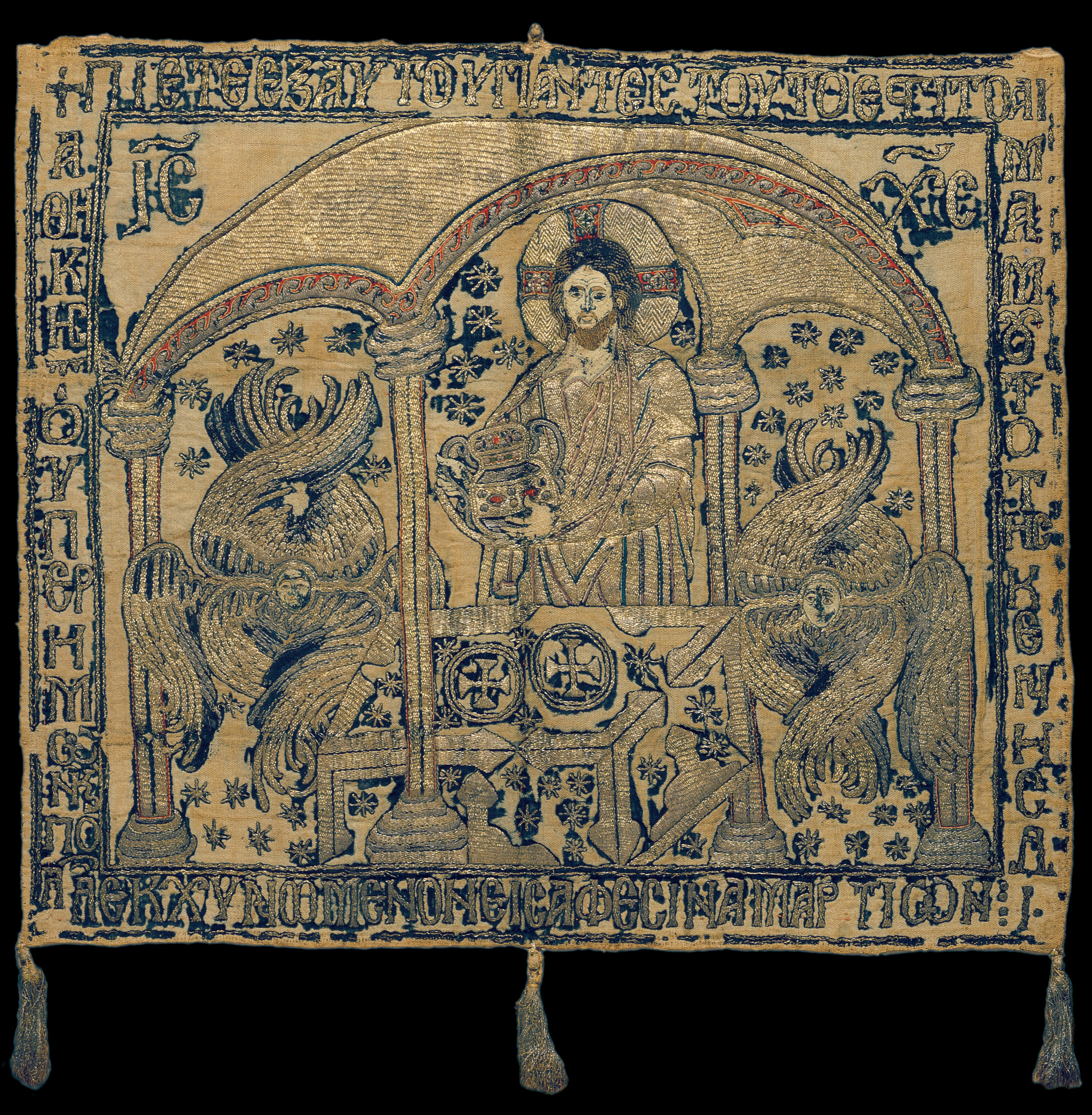
Tissu liturgique couvre-calice brodé de fils d'or, vers 1290
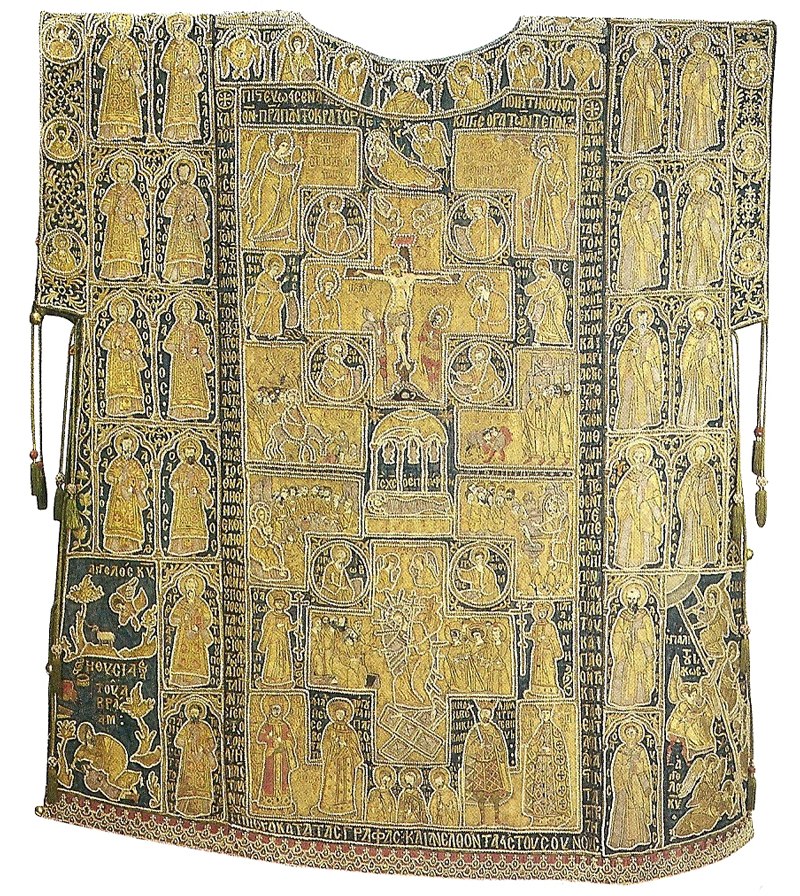
Satin brodé de fils d'or et d'argent et soie avec ornement de perles, vers 1417

## Rayonnement de la culture byzantine
Tant les croisades en ce qui concerne l’Occident, que les conquêtes turques en ce qui concerne l’Orient avaient amené la culture byzantine à être connue et appréciée à l’étranger. À cette époque l’art était en plein essor en Occident d’où l’on envoyait des manuscrits à Constantinople pour être enluminés et les croisés passaient souvent commandes à des artistes grecs. Néanmoins, un grand nombre d’artistes constantinopolitains furent contraints à s’expatrier, ne trouvant plus suffisamment de commandes dans un empire économiquement affaibli.
C’est surtout dans les pays orthodoxes que l’influence byzantine se fit sentir sur l’architecture et la peinture religieuse.
Dans ces pays, le style architectural byzantin dut s’adapter aux conditions locales et à Novgorod, au XIVe siècle, des églises comme Saint-Théodore-Stratelites et l’église de la Transfiguration, avec leur dôme et abside uniques se rattachent à la tradition des églises en bois. Vers la fin du XVe siècle, Moscou, capitale des tsars, devint le centre d’une nouvelle esthétique, mais malgré l’arrivée d’artistes italiens, l’influence byzantine se fait toujours sentir dans la cathédrale de la Dormition (1475 – 1479) même si l’architecte fut un Italien, Aristotile Fioravanti, originaire de Bologne.
En peinture, nous avons déjà mentionné l’influence byzantine en Serbie sous les Némanjides. Déjà présente au Xe siècle en Bulgarie, on en trouve trace à Bačkovo (XIIe siècle), à Boiana (XIIIe siècle) et à Tirnovo (XIVe siècle). De même plusieurs artistes, dont Théophane le Grec, émigrèrent en Russie. Ce dernier devait peindre les fresques de l’église de la Transfiguration (1378) et contribua à l’essor de l’école de Novgorod, laquelle à la fin du XIVe siècle produisit des fresques de pur style byzantin.

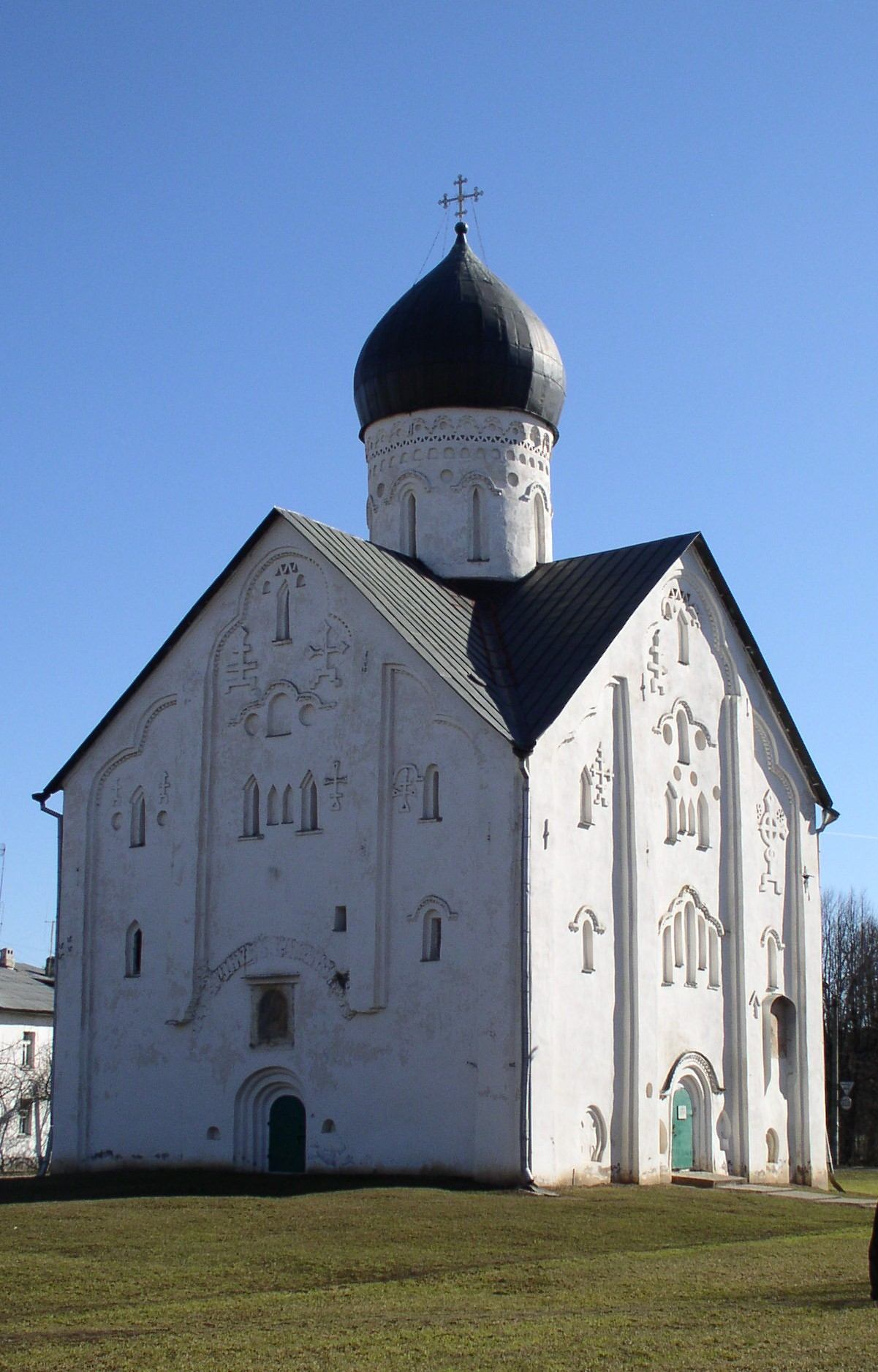
Église de la Transfiguration (Novgorod)
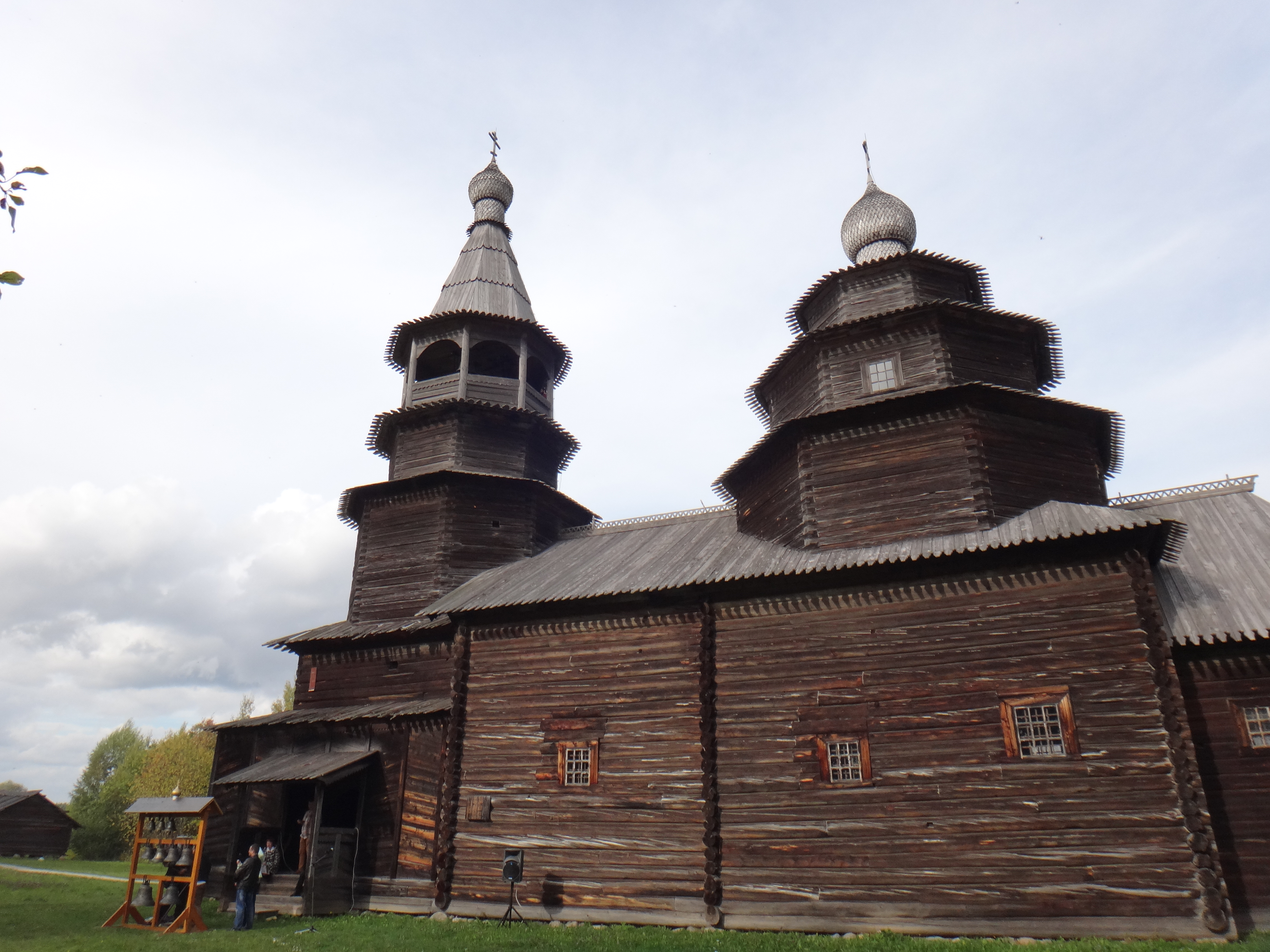
Église russe traditionnelle en bois (Novgorod)
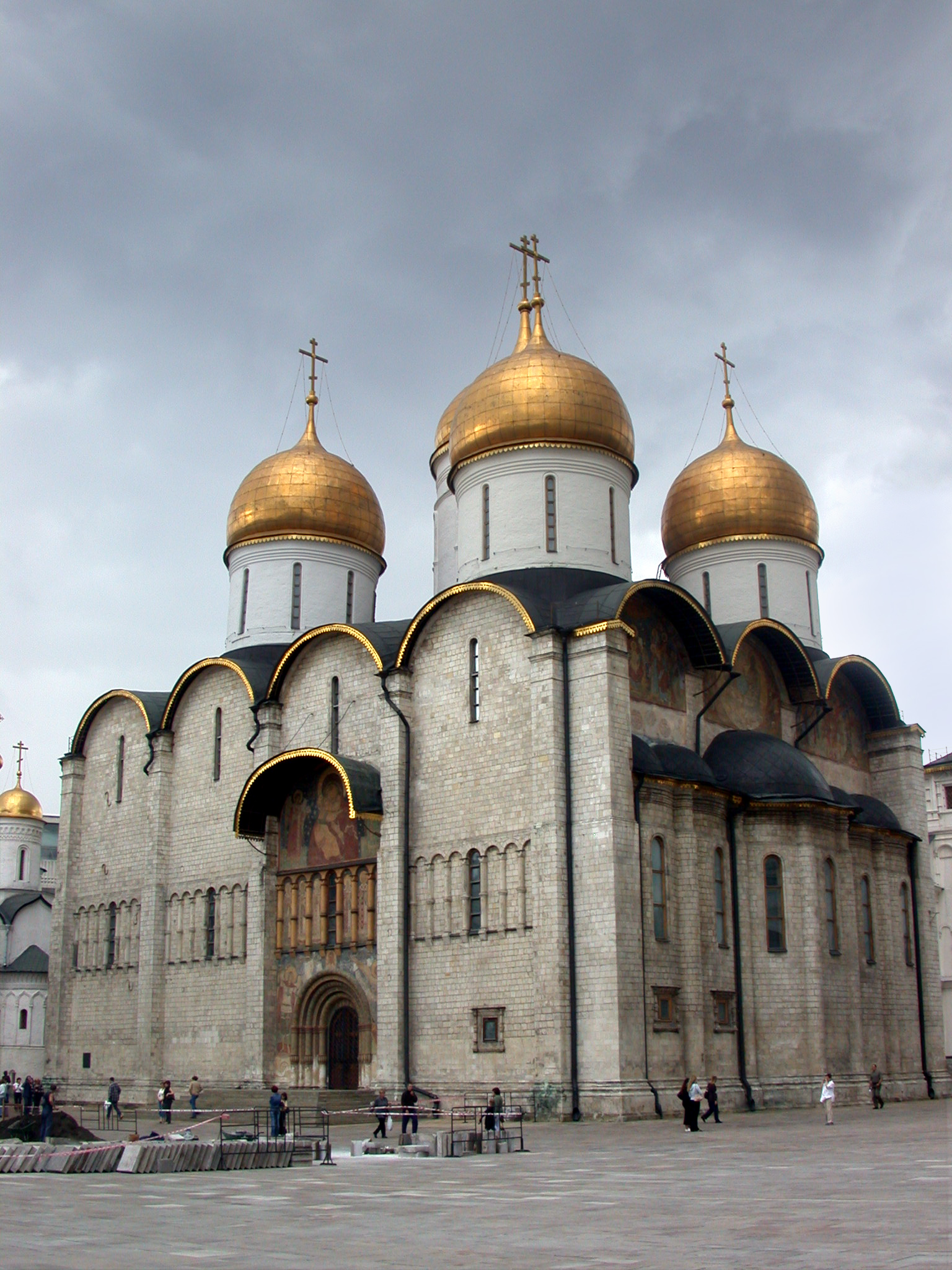
Cathédrale de la Dormition (Moscou)
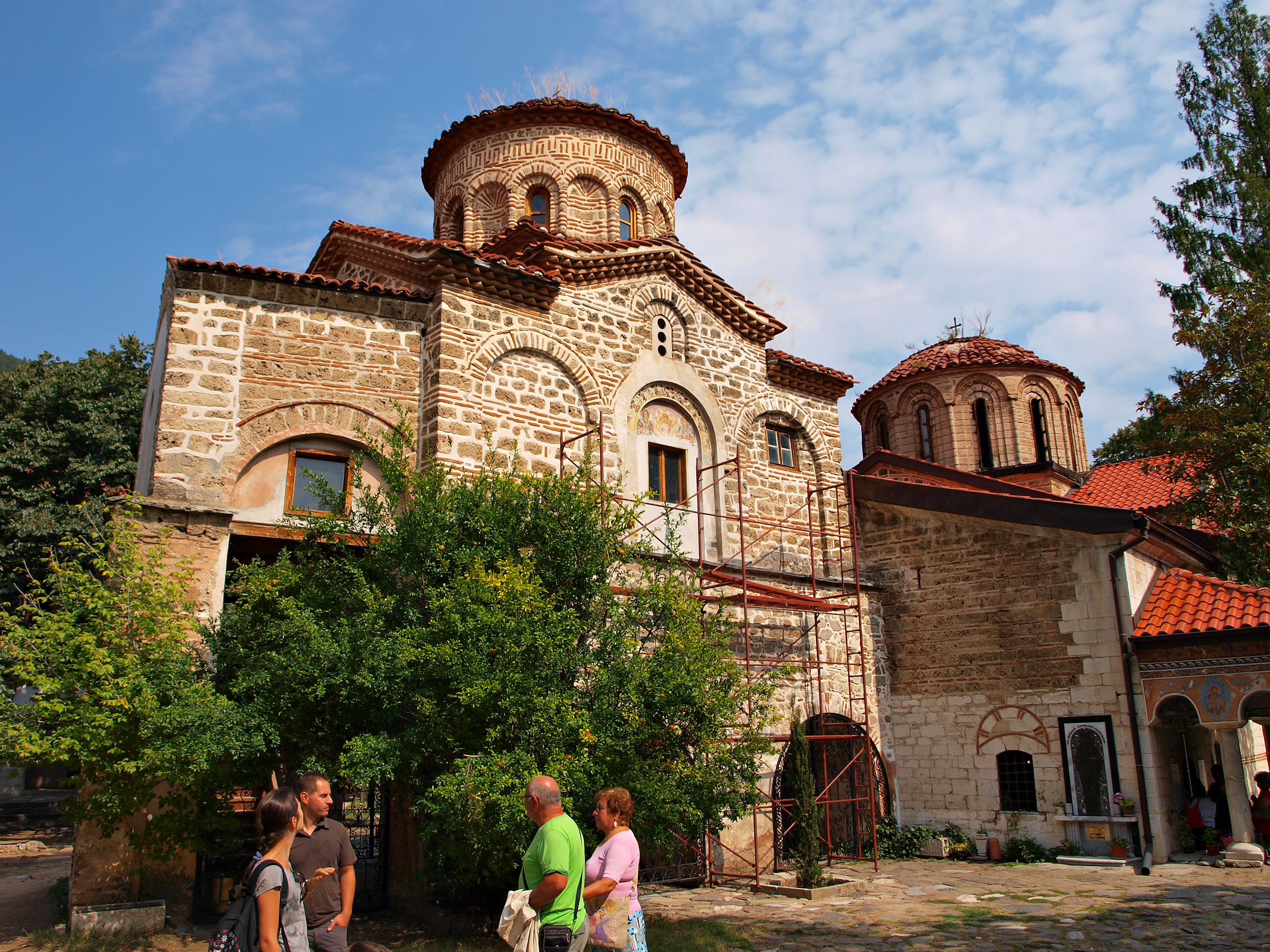
Église des archanges Michel et Gabriel, Monastère de Bačkovo (Bulgarie)
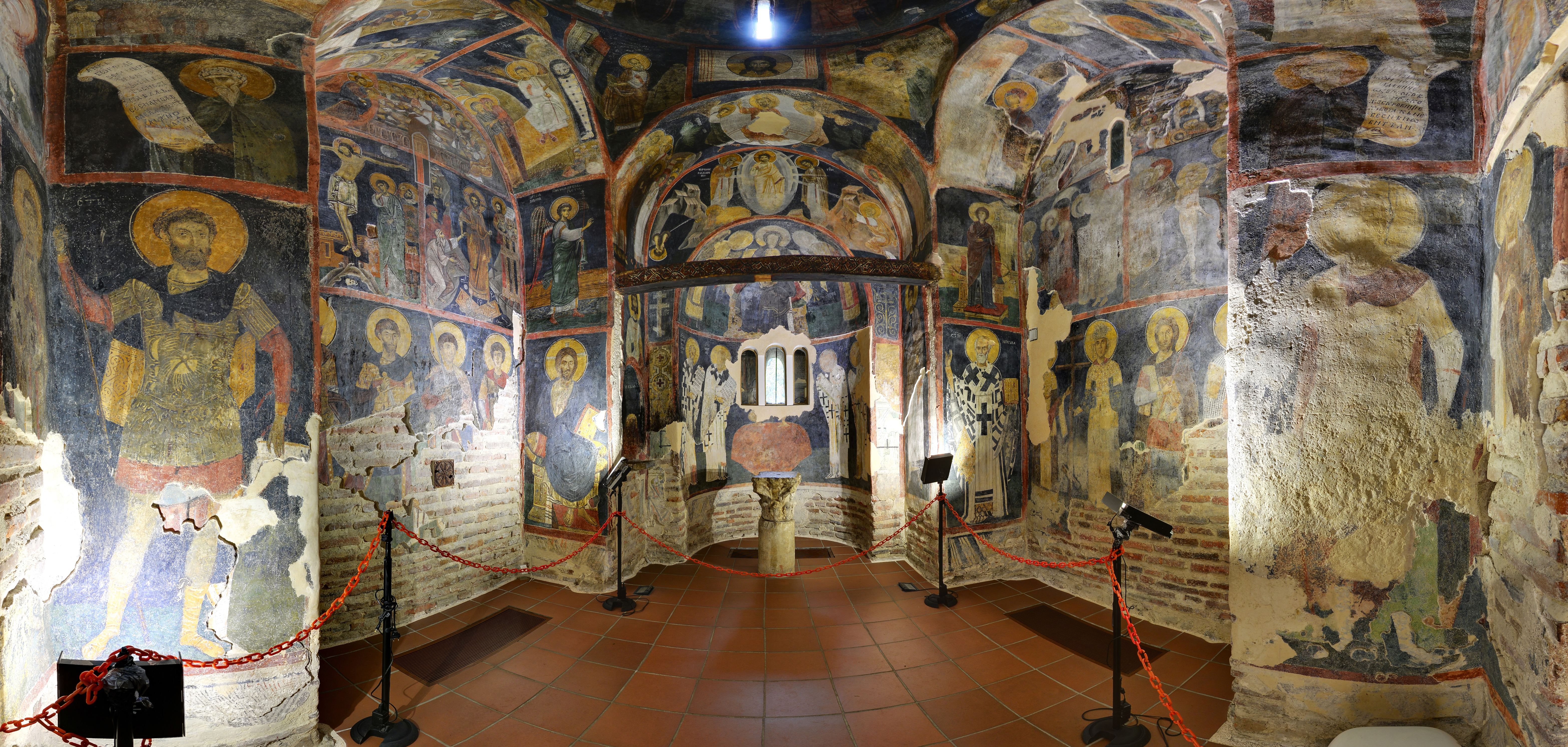
Intérieur de l’église de Boiana (Bulgarie)
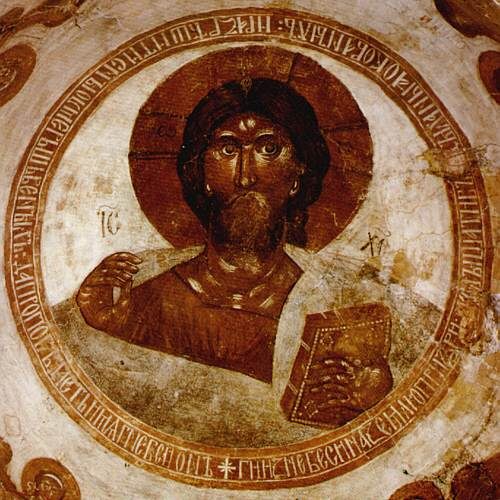
Le Christ Pantocrator, fresque de Théophane le Grec

## Les artisans du renouveau
Ces artisans furent nombreux et on ne peut en citer ici que les principaux, tant parmi les souverains que parmi les intellectuels de l’époque.

### Andronic II

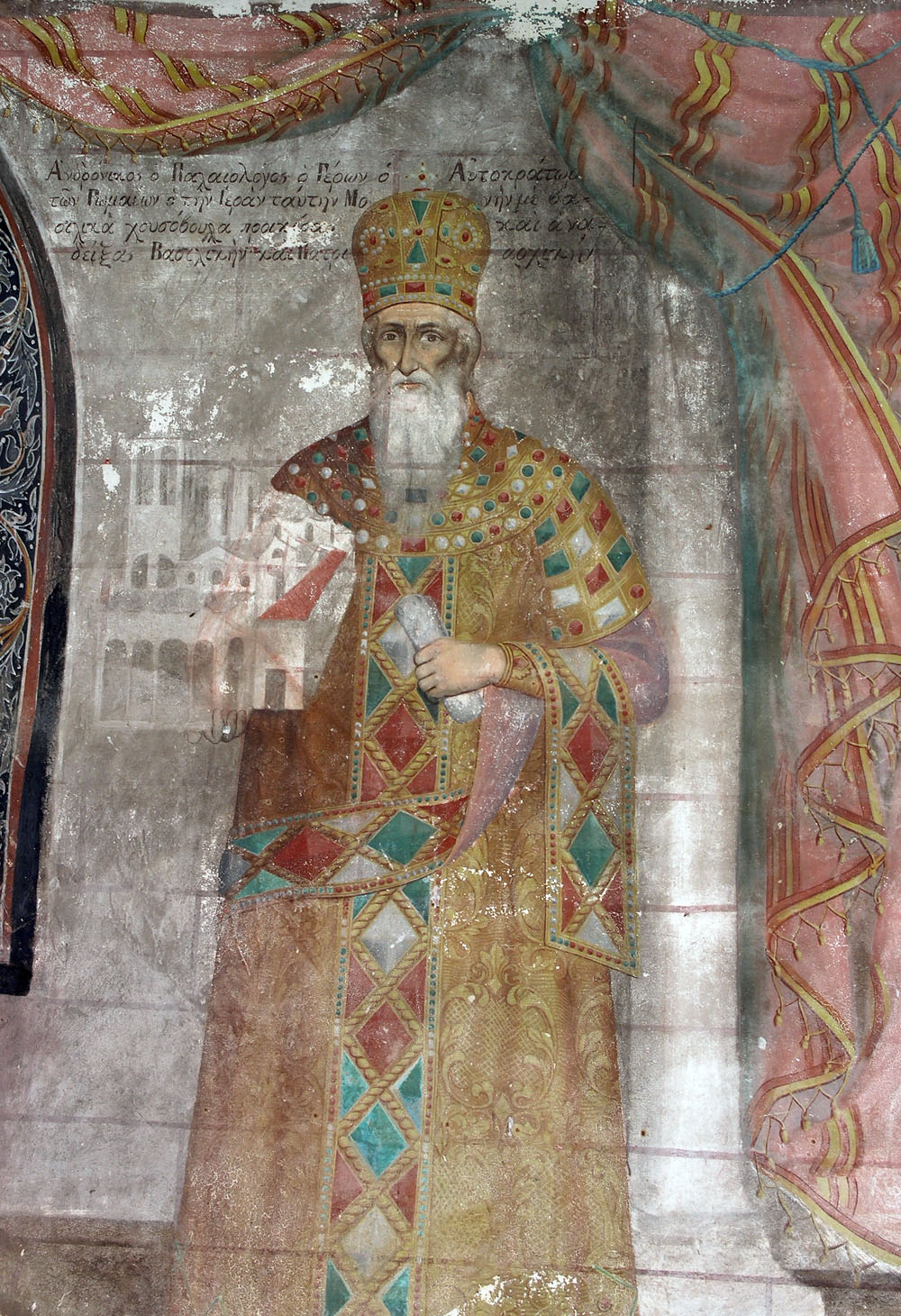
Andronic II Paléologue, d’après une fresque du monastère de Saint-Jean-le-Précurseur près de Serrès.

Parmi les souverains de la dynastie Paléologue, deux se distinguent pour leur amour des arts et des lettres : Andronic II (25 mars 1259 – 13 février 1332) et Manuel II (27 juin 1350 – 21 juillet 1425).
Andronic II hérite d'un Empire restauré par son père, Michel VIII, en 1261. Mais cet État est épuisé par une politique extérieure trop ambitieuse  face aux nombreux ennemis sur ses différentes frontières et par la question de l’union des Églises, laquelle empoisonne l’atmosphère politique à l’intérieur. S’il manque « de jugement, de sens politique, de diplomatie, de compétence militaire et de prévoyance »,,,  l’empereur s’affirme comme le protecteur de la culture. Son règne marque la redécouverte de l’Antiquité hellénique; ce nouvel « hellénisme » n’est toutefois  plus synonyme de paganisme, mais de culture traditionnelle dont il traduit la fierté. Dans l’empire d’Andronic II se développe non pas un « humanisme » comme en Europe occidentale, mais une « theosis », vision de l’homme nouveau qui peut s’unir à Dieu par un strict retour aux préceptes de la religion chrétienne orthodoxe que prône le très puissant patriarche Athanase Ier.
Non seulement l’empereur préside-t-il lui-même des assemblées savantes sur des sujets aussi bien littéraires que philosophiques, théologiques et scientifiques, mais iI s'entoure de nombreux intellectuels, au nombre desquels Théodore Métochitès et Nicéphore Choumnos qui l'épaulent dans le gouvernement de l'Empire.  Si, désargenté, l’empereur n’est plus le premier mécène, il encourage les membres de l’aristocratie à prendre la relève; le grand connétable (maréchal) Michel Glabas Tarchaniotès finance diverses œuvres et fait restaurer le monastère de la Vierge Pammakaristos à Constantinople, pendant que Théodore Métochitès fait de même avec l'église Saint-Sauveur-en-Chora.

### Manuel II Paléologue

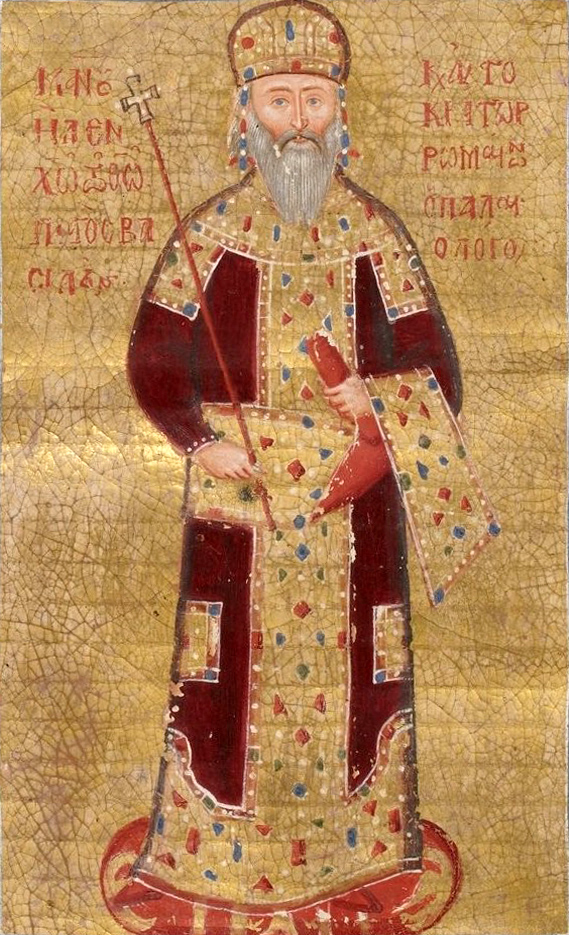
Manuel II Paléologue (r.1391-1425)

Même si le règne de Manuel II, impliqué d’abord dans des querelles dynastiques, souverain d’un empire en lambeaux, devant quémander pendant un voyage de trois ans l’aide des souverains d’Europe occidental, ne fut guère glorieux, cet empereur laissa l’image d’un homme de culture énergique qui fut constamment entouré d'un cercle de lettrés, comme Démétrios Cydonès, avec qui il était très lié, et les cousins Manuel et Démétrios Chrysoloras.
On conserve de lui plusieurs Discours et plusieurs Dialogues, notamment sur les rapports du christianisme et de l'islam, sur la politique et sur des sujets moraux comme le mariage ou l'éducation, un traité sur les sept conciles œcuméniques, un poème sur la manière de convertir les incroyants, une réfutation de la doctrine catholique sur la procession du Saint-Esprit, ainsi qu’une abondante correspondance,.
Sous l’impulsion de cet empereur, nombreux furent les hommes politiques, savants, écrivains et érudits de toutes sortes  qui prirent part à cette renaissance.

### Georges Pachymère

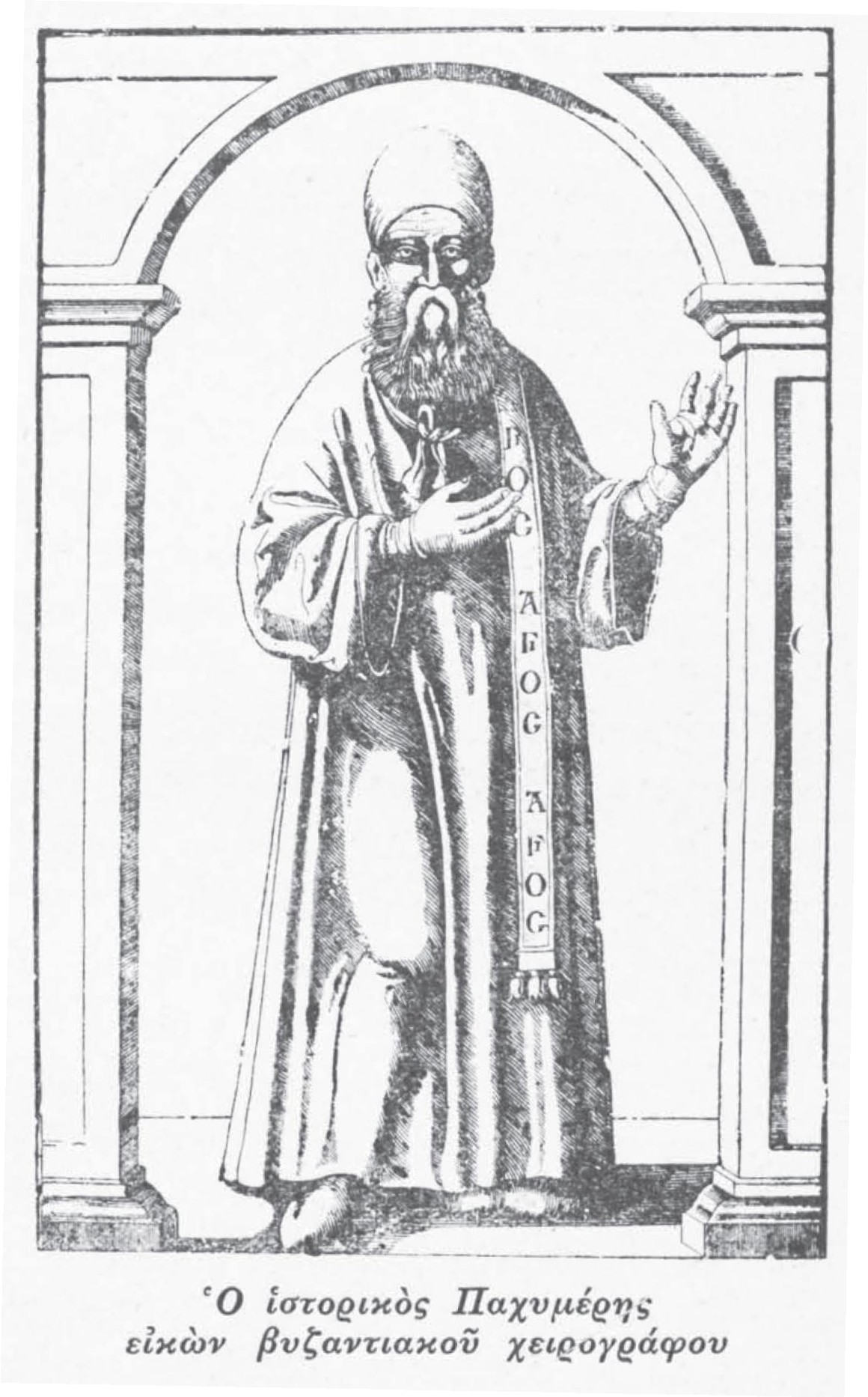
Georges Pachymérès d’après un manuscrit médiéval.

Georges Pachymère  (grec : Γεώργιος Παχυμέρης/Georgios Pachymérès; né vers 1242, mort vers 1310) fut un homme d’Église, juge et professeur de droit, ainsi qu’un écrivain et historien. Né en Bithynie, il retourna à Constantinople après la reconquête et étudia le droit sous la direction de Georges Acropolite (Georges Akropolitès). Entré dans les ordres, il fut reçu diacre et enseigna à partir de 1277 avant d’accéder aux fonctions soit ecclésiastiques d’avocat des droits et des intérêts de l’Église, soit civiles de juge. Grâce à ses fonctions officielles, il eut accès à de nombreuses sources qui lui permirent d’écrire l’histoire de l’empire depuis la naissance d’Andronic II en 1259 jusqu’à la retraite du dernier aventurier catalan en 1308. Il se passionna également pour les questions religieuses qui déchiraient la société de l’époque; très attaché à la tradition grecque, il s’opposa fermement à l’Union avec l’Église de Rome,.
Son œuvre la plus importante, les Relations historiques (Χρονικὴ συγγραφή) en treize volumes, prolonge celle de Georges Acropolite et couvre les règnes de Michel VIII (6 premiers volumes) et d’Andronic II Paléologue (7 volumes suivants), dont il fut témoin. Il écrivit également un résumé de la philosophie d’Aristote ainsi qu’une synthèse des études de deuxième cycle en quatre volumes, le Quadrivium, dont chacun correspond à l’une des quatre sciences enseignées, et qui appartient au genre « encyclopédie » en vogue durant la renaissance macédonienne,.

### Maxime Planude
Maxime Planude (en grec Μάξιμος Πλανούδης/Planudès, né vers 1255/1260 à Nicomédie, mort vers 1305/1310), fut un grammairien, philologue et théologien qui vécut sous les règnes de Michel VIII et Andronic II. D’abord copiste et scribe au palais impérial, il se fit moine en 1283. Higoumène titulaire du monastère du Mont Saint-Auxence, il vécut à Constantinople où il enseigna successivement dans plusieurs monastères de la capitale (celui des Cinq Saints, puis celui du Christ Akataleptos, où on sait qu'il se trouvait en 1299-1301). Il continua toutefois à maintenir des rapports avec le Palais impérial, où il prononça des discours officiels et participa à diverses missions diplomatiques. Sous Michel VIII, il soutint la politique impériale d'union des Églises grecque et latine, mais changea de position après l'avènement d'Andronic II, dont il devint un proche.
Maxime Planude est, avec Thomas Magistros, Démétrios Triclinios et Manuel Moschopoulos, l'un des quatre grands savants philologues de l'époque d'Andronic II. Grâce à ses traductions du latin vers le grec il fit connaitre aux Grecs saint Augustin (Anthologie palatine) et peut-être saint Thomas grâce à ses traductions, de même que divers auteurs profanes (Ovide, Cicéron, Macrobus, Boèce). S’intéressant aussi aux sciences, il a laissé une édition commentée des deux premiers livres de l’ Arithmétique de Diophante d'Alexandrie et  est l'auteur de scholies sur les Éléments d'Euclide,.

### Nicéphore Choumnos
Nicéphore Choumnos (en grec  Νικηφόρος Χοῦμνος ; né vers 1250/1255, mort en 1327) fut  un érudit et homme d’État dont la carrière se déroula sous Andronic II Paléologue. Entré dans la carrière diplomatique sous Michel VIII et comme l’empereur partisan de l’Union des Églises, il changea de camp lors de l’arrivée au pouvoir d’Andronic II et, après avoir composé un panégyrique dans lequel il soulignait  non seulement les réussites et les talents du nouvel empereur, mais aussi sa farouche opposition à l'Union  il fut rapidement promu mystikos (conseiller privé) et mésalōn (premier ministre). L’empereur se déchargea sur lui des affaires courantes; ce faisant, il entra bientôt en conflit avec le puissant patriarche Athanase Ier, puis avec Théodore Métochitès qui l’évincera. En 1309-1310 il devint gouverneur de Thessalonique, puis se retira progressivement des affaires publiques pour se faire moine au monastère du Christ Philanthrope de Constantinople où il mourut en 1327.
Philosophe éclectique, il chercha à concilier la physique et la cosmologie des Anciens avec la doctrine chrétienne. Son œuvre inclut des textes de rhétorique, des traités de philosophie, de cosmologie, de théologie et 172 lettres. Grâce à la grande fortune amassée pendant sa carrière, il prit activement part à la   construction du monastère Théotokos Gōrgoepēkoos de Constantinople.

### Théodore Métochitès

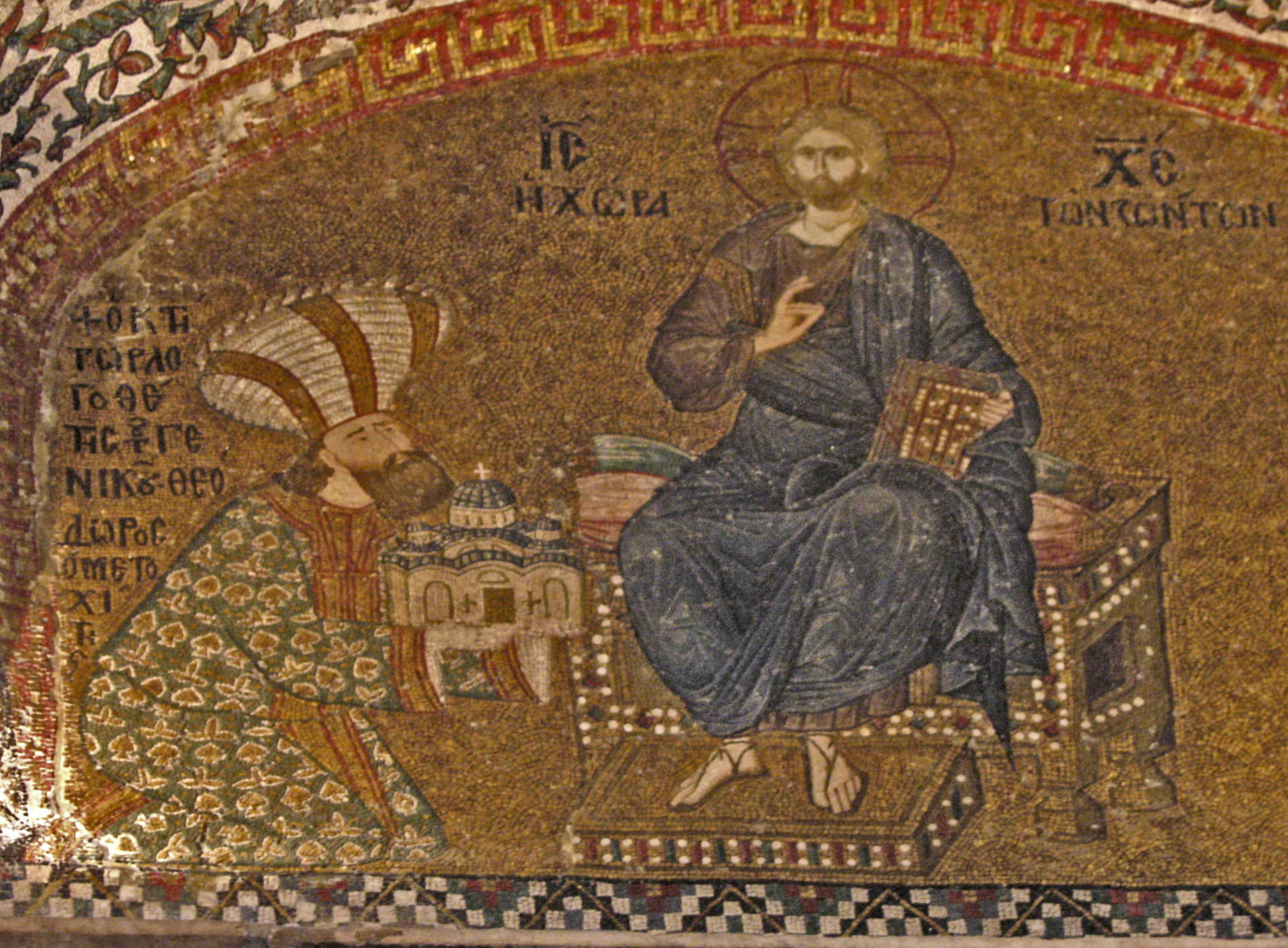
Théodore Métochitès présentant au Christ le modèle de l’église qu’il a fait restaurer.

Théodore Métochitès (en grec Θεόδωρος Μετοχίτης ; 1270-1332) fut à la fois homme d'État, écrivain, philosophe, protecteur des arts et des sciences et est considéré comme le savant le plus complet de son temps. Pourtant les débuts furent difficiles. Fils de l’archidiacre Georges Métochitès, partisan de l’Union des Églises, il dut suivre son père en exil à l’avènement d’Andronic II. Toutefois cet empereur remarqua ses remarquables talents intellectuels en 1290 et le prit à son service. Devenu logothète, puis sénateur, il eut à négocier plusieurs mariages princiers. En 1312-1313, à l'âge de 42 ans, il se mit à l'étude des sciences du quadrivium, notamment de l'astronomie. Andronic II lui confia entre autres la mise sur pied de l’institut universitaire qu’il venait de créer, le Mouseîon. À partir de 1316, il consacra une partie de sa fortune (à la demande d'Andronic II Paléologue, dit-il) à restaurer et à décorer l'église du monastère Saint-Sauveur-en-Chora, situé près de sa résidence. En 1321, il devint grand logothète après avoir évincé Nicéphore Choumnos. Toutefois, la chute d’Andronic II provoqua aussi la sienne. Il fut emprisonné, son palais détruit  et sa vaste fortune confisquée. Il devait finir ses jours au monastère de Chora,.
Son contemporain, Nicéphore Grégoras, écrivit de lui : "Du matin au soir, il se consacrait totalement et exclusivement aux affaires de l’État, comme si la vie intellectuelle lui était totalement étrangère; mais, tard le soir, après qu’il eut quitté le palais, il s’absorbait dans les travaux intellectuels, comme s’il était un intellectuel sans lien aucun avec quoi que ce soit d’autre". Grand collectionneur de livres qu’il donnera par la suite au monastère de la Chora, on lui doit en bonne partie la redécouverte de nombreux trésors de la littérature grecque antique. Toutefois, se rappelant l’hostilité de l’Église à l’endroit des auteurs païens et instruit de l’expérience de Michel Psellos, il se garda de manifester un enthousiasme trop évident à leur endroit et la restauration du monastère de la Chora servit aussi à manifester publiquement son attachement à la foi orthodoxe.
Tous ses écrits, sauf ses lettres ont été préservés. Ceux-ci comprennent  des commentaires sur la philosophie naturelle d’Aristote, divers discours, deux ouvrages d’astronomie, des hymnes et autres ouvrages de poésie, des essais dits Miscellanées (textes composés sur des sujets divers, « mélangés » avec une unité plus ou moins manifeste), ainsi que des oraisons funèbres. Toutefois son style   « hellénisant » le rend souvent obscur et fait en sorte qu’une partie de l’œuvre ne fut jamais publiée. Dans ses textes, il se montre conscient du déclin de l’empire et du fait que celui-ci comme les autres empires ne peut être éternel, tout comme il est conscient de la fragilité et de l’instabilité de la vie humaine.

### Nicéphore Grégoras
Devenu très jeune orphelin, Nicéphore Grégoras (vers 1295 – 1360) fit ses premières études sous la tutelle de son oncle Jean, métropolite d’Héraclée. Vers 1315, il arriva à Constantinople où il étudia la logique et la rhétorique sous la direction du futur patriarche Jean XIII Glykys, la philosophie et l’astronomie sous celle de Théodore Métochitès qui lui fit découvrir la philosophie d’Aristote. Grégoras devait devenir le successeur intellectuel de Métochitès, s’installant au monastère de la Chora où il dirigeait une école.
Ayant atteint une enviable renommée dans le cercle des savants et humanistes byzantins, il fut mêlé aux querelles entre Andronic II et son petit-fils, Andronic III (r. 1328 – 1341), puis à celles opposant Jean V Paléologue (r. 1341 - 1376, 1379 – 1390, septembre 1390 - février 1391) et le futur Jean VI Cantacuzène (r. 1347 – 1354). Mais ce qui marqua le plus son activité philosophique fut la longue lutte qu’il mena contre le Calabrais Barlaam, en 1330 d’abord lors d’un débat public auquel le défia ce dernier, puis à partir de 1340 lorsque Barlaam alluma à Thessalonique la controverse de l’hésychasme qui devait diviser l’empire pendant dix ans. Avant tout rhéteur, c’est dans cette querelle qui se continuera jusqu’à la fin de sa vie qu’il touchera divers sujets philosophiques, notamment sa critique d’Aristote dans le dialogue Phlorentius, manifestement basé sur sa première rencontre avec Barlaam.

### Gémiste Pléthon

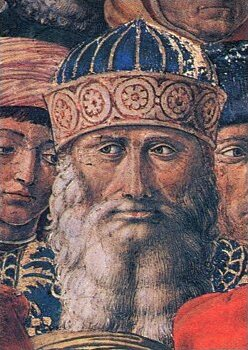
Gémiste Pléthon d’après une fresque du palais Médici Riccardi (Florence).

Né à Constantinople entre 1355 et 1360, Georges Gemistos fit d'abord ses études au sein de l'école platonicienne de Constantinople, puis en milieu cosmopolite à Andrinople, où enseignaient chrétiens, juifs et musulmans. Il revint par la suite à Constantinople, mais ses cours sur Platon firent scandale et faillirent lui valoir d’être arrêté pour hérésie. L’empereur Manuel II Paléologue, qui était son ami et son admirateur, préféra l’exiler à Mistra, devenu un important centre intellectuel dans le despotat de Morée. Membre de la délégation byzantine à titre de délégué laïc au concile de Florence (1437-1439) alors qu'il était déjà octogénaire, il donna dans cette ville de nombreuses conférences qui firent revivre la pensée platonicienne en Europe de l’Ouest. C’est à cette époque qu’il commença à utiliser le pseudonyme de Pléthon. De retour à Mistra, il fut nommé au Sénat et devint magistrat de la ville. Il passa ses dernières années à enseigner, à écrire et à poursuivre la lutte qui l'opposait à Gennade II Scholarios, patriarche de Constantinople et défenseur d’Aristote.
C’est à la suite de ses conversations avec les intellectuels florentins qu’il devait écrire son pamphlet « Sur les différences entre Aristote et Platon » dans lequel il cherche à montrer comment Aristote est inférieur à Platon, même s’il était plus admiré en Europe de l’Ouest où on avait redécouvert les anciens auteurs grecs, en partie grâce aux exilés de Constantinople ayant fui la ville après la quatrième croisade et les guerres civiles qui suivirent la restauration. Dans cet ouvrage, il compare le concept de Dieu chez Aristote et Platon, soulignant les faiblesses des théories d’Aristote. Ceci lui valut une riposte immédiate du patriarche Gennade II Scholarios, intitulée « À la défense d’Aristote ». Ce sur quoi Pléthon devait publier une Réplique où il soutient que le dieu de Platon ressemblait plus à celui de la doctrine chrétienne que le dieu d'Aristote. La querelle devait durer trente ans et se terminer par la publication du "Contre les calomniateurs de Platon" (v. 1469) du cardinal Bessarion.